# Exploration du système martien

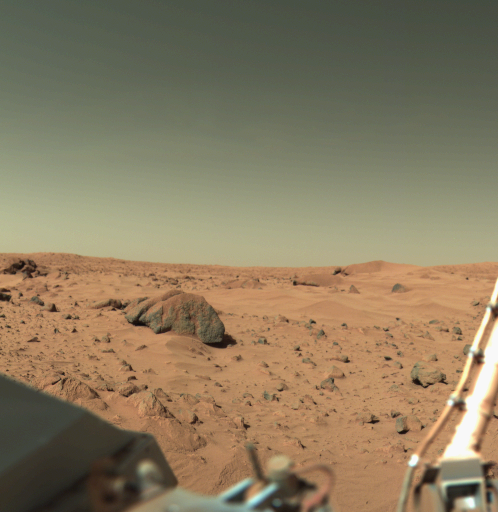
Le sol de Mars photographié par Viking 1 en 1975.

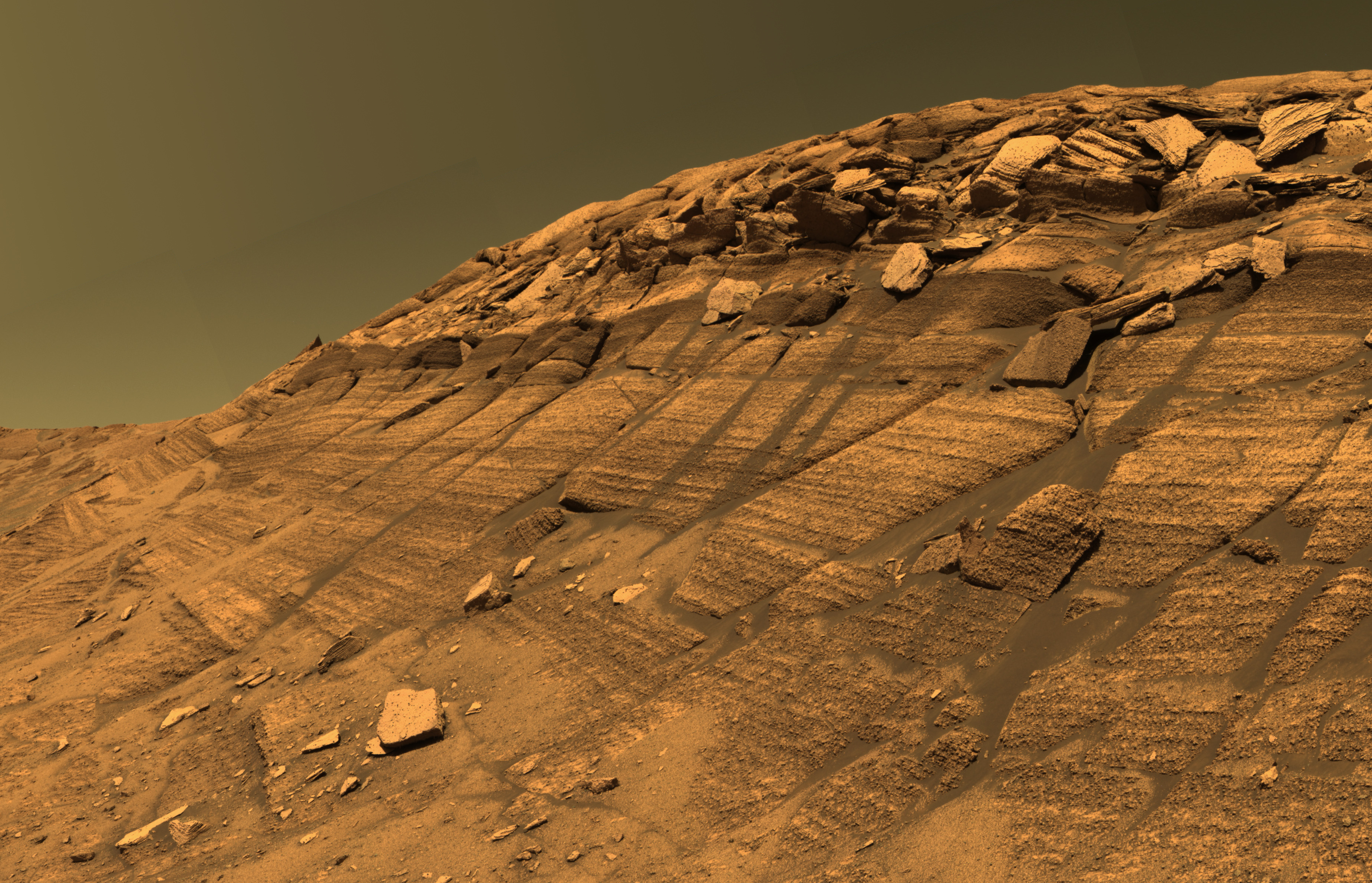
Burns Cliff, affleurement rocheux à l'intérieur du cratère Endurance photographié par le rover MER Opportunity en 2004.

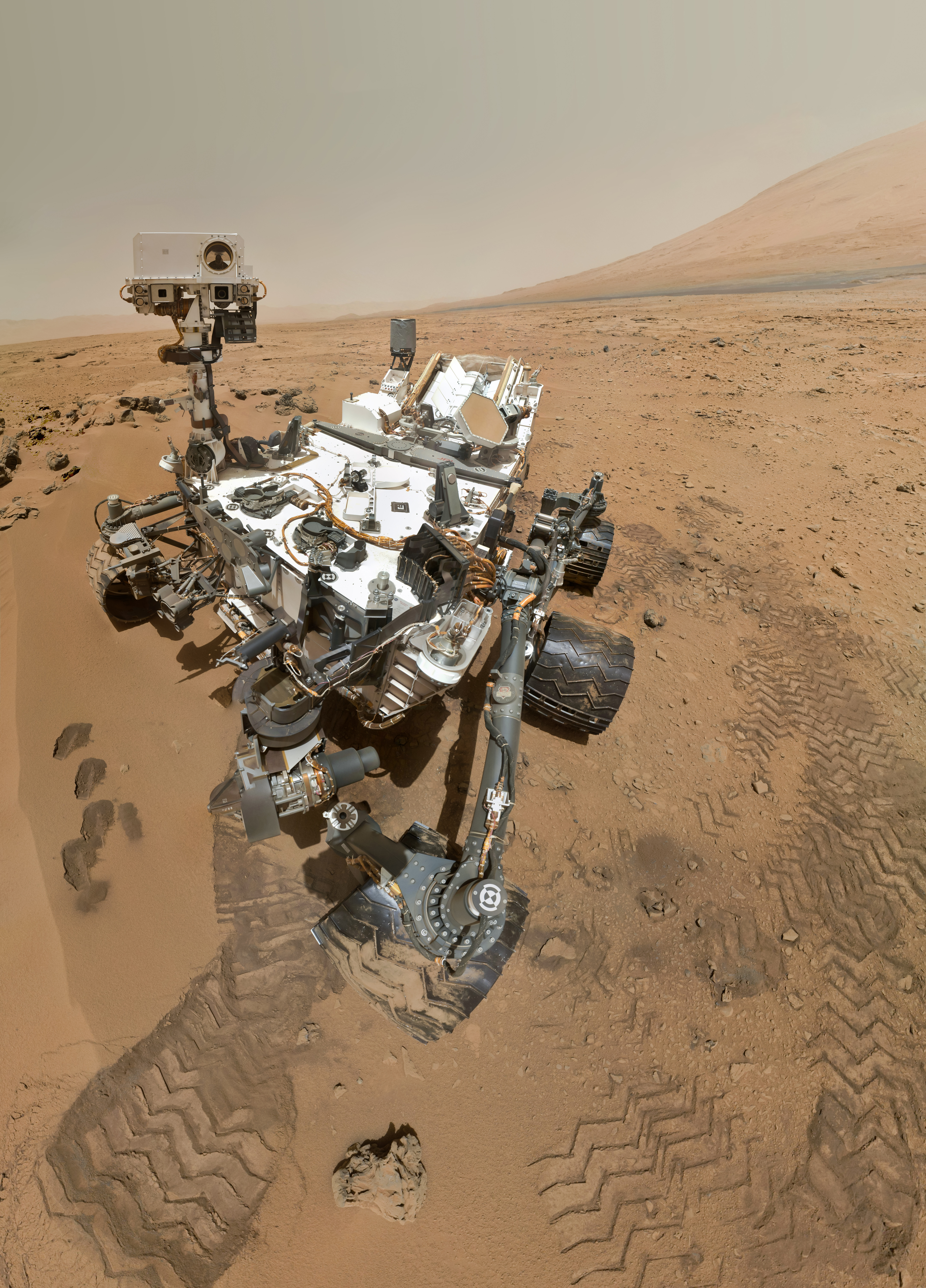
Autoportrait de Curiosity pris en 2012 dans le cratère Gale.

L’exploration du système martien, qui comprend la planète Mars et ses deux satellites, tient une place particulièrement importante dans les programmes scientifiques d'exploration du Système solaire des principales puissances spatiales. En 2016, plus de quarante sondes, orbiteurs et atterrisseurs ont été envoyés vers la planète depuis le début des années 1960. Cet intérêt répond à plusieurs motivations. Mars constitue d'abord une destination proche, ce qui permet d'y envoyer relativement facilement des engins spatiaux. Par ailleurs, contrairement aux autres planètes du Système solaire, Mars a sans aucun doute connu par le passé des conditions assez proches de celles régnant sur Terre qui ont pu permettre l'apparition de la vie — ce qui reste à confirmer. Depuis l'invention du télescope, cette planète tellurique intrigue les scientifiques comme le grand public. Le premier survol de Mars par la sonde américaine Mariner 4 (1964) dévoile une planète beaucoup moins accueillante qu'imaginé, dotée d'une atmosphère très ténue, sans champ magnétique pour la protéger des rayonnements stérilisants du Soleil et comportant une surface d'apparence lunaire très ancienne. Toutefois, les observations plus poussées menées par l'orbiteur Mariner 9 (1971) montrent que Mars présente en fait une géologie plus complexe, dont témoignent des traces de volcanisme et des formes peut-être façonnées par des eaux de surface.
Mars a été l'un des enjeux de la course à l'espace, affrontement pacifique entre les États-Unis et l'Union soviétique à l'époque de la guerre froide. L'URSS parvient la première à poser sur le sol de la planète l'atterrisseur Mars 3 (1971), mais celui-ci ne survit que vingt secondes. Les deux atterrisseurs américains du programme Viking accompagnés par des orbiteurs, qui arrivent sur Mars en 1976, se caractérisent par leur longévité et fournissent une moisson d'informations sur la planète : composition de l'atmosphère, météorologie martienne, premières analyses du sol martien in situ. Une tentative de détection d'une vie microbienne au moyen d'un mini laboratoire embarqué ne fournit pas de résultat déterminant. Durant les vingt ans qui suivent, plus aucune mission n'est lancée vers Mars. Dès cette époque, des projets de missions spatiales habitées sont élaborés. Mais le défi technique et financier soulevé par une telle mission reste dans les années 2010 hors de portée des capacités des agences spatiales les mieux dotées.
Les années 1990 voient la reprise des missions d'exploration de Mars, donnant des résultats contrastés. Pas moins de sept sondes spatiales sont perdues : les deux sondes spatiales du programme soviétique Phobos (1988) lancées vers le satellite naturel Phobos, la sonde de la NASA Mars Observer (1992), la sonde soviétique Mars 96 (1996) développée avec une forte participation européenne, les sondes américaines Mars Climate Orbiter (1998) et Mars Polar Lander (1998) et enfin la sonde japonaise Nozomi (1998). La NASA connaît toutefois deux succès, l'un essentiellement technologique grâce au petit astromobile Sojourner déposé sur le sol martien par Mars Pathfinder (1996) et l'autre, scientifique, à travers l'orbiteur Mars Global Surveyor (1996), qui collecte des données détaillées sur la planète durant neuf ans. Ce dernier détecte la présence de minéraux qui prouvent que Mars n'a pas toujours été la planète aride que l'on connaît aujourd'hui.
Les années 2000 sont beaucoup plus fructueuses. Au début de cette décennie, la NASA développe plusieurs missions à budget modéré dont l'objectif principal est la recherche de la présence passée et présente d'eau. Ce sont les orbiteurs 2001 Mars Odyssey et Mars Reconnaissance Orbiter (2005), les deux rovers MER (2003) et l'atterrisseur Phoenix (2007), qui se posent sur la calotte polaire. L'ensemble des informations recueillies complétées par celles de l'orbiteur européen Mars Express (2003) permettent d'esquisser une histoire géologique et climatique de Mars et de préparer la mission particulièrement ambitieuse et coûteuse du rover Mars Science Laboratory lancé en 2011. Celui-ci, doté d'une instrumentation scientifique sophistiquée, doit réaliser une étude géologique et minéralogique très poussée qui pourrait permettre de détecter indirectement la présence passée d'une vie sur Mars. Mais cette période est également marquée par l'abandon du projet de retour d'échantillon martien, stoppé pour des raisons techniques et financières, et de celui du réseau de stations météorologiques MetNet. Malgré la récession économique qui limite les budgets de l'exploration spatiale à partir de 2011, Mars reste une destination très visitée, notamment par les orbiteurs MAVEN (étude des mécanismes qui entraînent la disparition de l'atmosphère martienne) et Mars Orbiter Mission lancés en 2013, l'orbiteur ExoMars Trace Gas Orbiter qui remplit une mission analogue à MAVEN en 2016, l'atterrisseur InSight chargé d'étudier la structure interne de la planète, ainsi que les rovers européen ExoMars en 2018 et Mars 2020 en 2020, ce dernier étant chargé de préparer une future mission de retour d'échantillons sur Terre.

## Objectifs de l'exploration spatiale de Mars

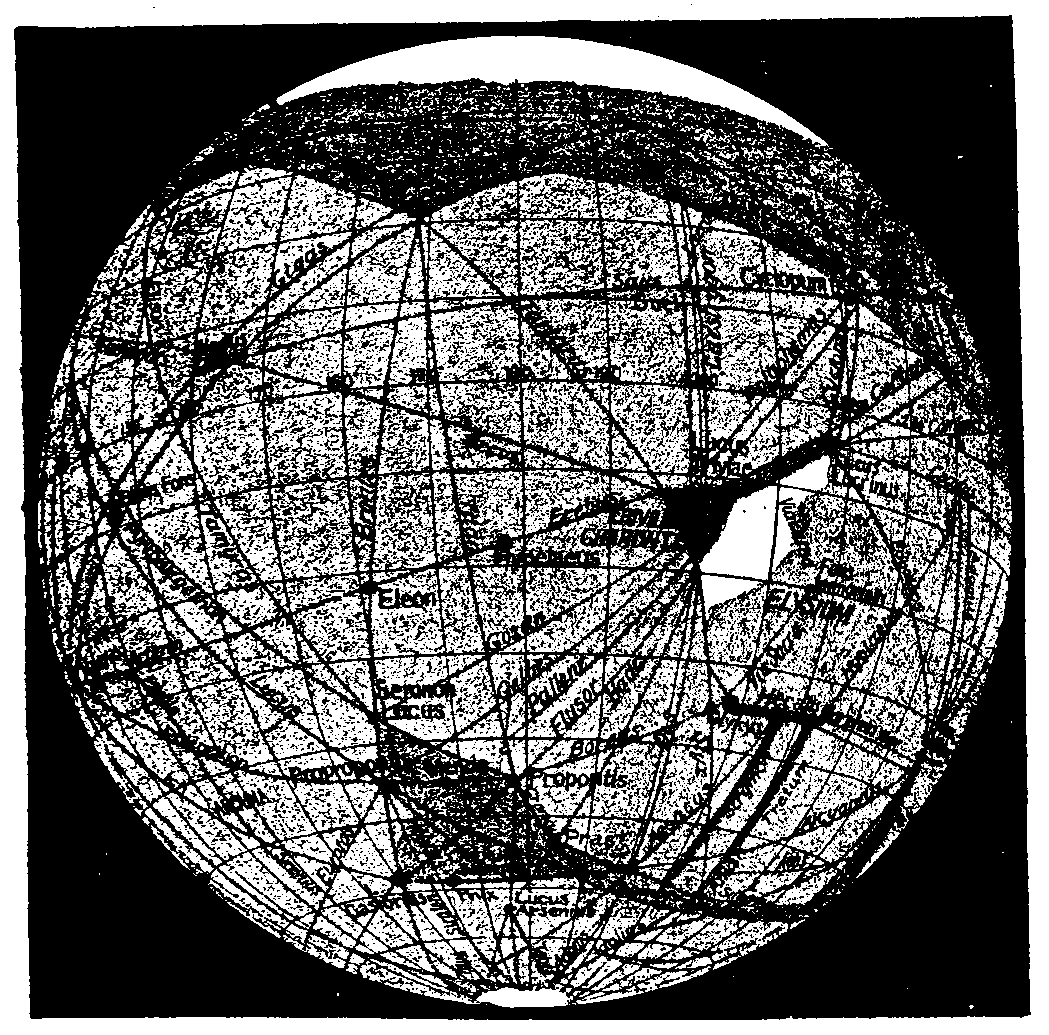
Représentation de Mars et de ses canaux publiée dans Encyclopædia Britannica de 1911.

Mars est une planète qui fascine les humains depuis longtemps. Les premières observations au télescope révélèrent des changements de couleur à sa surface, faisant penser à de la végétation qui évoluait selon les saisons. De même, Giovanni Schiaparelli crut voir en 1877 des canaux suggérant l'existence d'une vie intelligente. Ces interprétations suscitèrent rapidement un vif intérêt du public pour la « planète rouge ». Plus tard, les observations des deux lunes, Phobos et Déimos, des calottes polaires, d'Olympus Mons (la plus haute montagne connue du Système solaire) et de Valles Marineris (le plus grand canyon jamais observé) maintinrent l'intérêt pour l'étude et l'exploration de celle-ci.
Mars est une planète tellurique qui s'est formée en même temps que la Terre. Elle ne fait cependant que la moitié de sa taille, ne possède qu'une très fine atmosphère et sa surface est froide et désertique.
Les missions spatiales firent régulièrement progresser notre connaissance de la planète. En 2015, les buts fixés à l'exploration de Mars par le groupe de travail scientifique Mars Exploration Program Analysis Group (en) (MEPAG) de la NASA étaient les suivants :
- déterminer si Mars a abrité la vie à un moment ou un autre de son histoire. S'il y a eu de la vie, s'est-elle répandue partout et peut-elle encore exister ? Des réactions chimiques ont-elles formé des molécules prébiotiques et ont-elles abouti à des structures réplicatives (vivantes) ? ;
- comprendre les processus et l'histoire du climat martien. A-t-elle eu une atmosphère primitive suffisamment dense pour que de l'eau liquide ait pu couler à sa surface ? Quelles ont été les raisons de l'évolution climatique de Mars ? ;
- comprendre les origines et l'évolution du système géologique martien. La planète est-elle toujours géologiquement active ? En quoi sa structure diffère-t-elle de celle de la Terre ? Pourquoi ces deux planètes ont-elles subi des évolutions si différentes ? ;
- préparer l'exploration humaine de Mars. De quelles ressources naturelles pourraient disposer de futurs explorateurs humains ?

### Déterminer si Mars a abrité la vie
Les scientifiques considèrent généralement que les conditions régnant à la surface de Mars étaient proches de celles de la Terre durant la première période de son histoire. Dans la mesure où la vie est apparue relativement tôt sur la Terre, il est possible que celle-ci ait également existé sur Mars. La découverte de la vie sur Mars aurait des répercussions importantes non seulement sur le plan scientifique mais également sociologique.
- Déterminer si des traces de vie passée sont présentes dans l'environnement martien :
  - identifier les environnements habitables dans le passé et déterminer les conditions et les processus qui ont pu influencer leur nature et leur habitabilité[3] ;
  - évaluer les conditions et les processus qui ont pu influencer la préservation et la dégradation des bio-signatures et autres indices d'habitabilité. Identifier les dépôts spécifiques et autres conditions géologiques qui pourraient avoir préservé des bio-signatures[4] ;
  - déterminer si les bio-signatures d'un écosystème antérieur sont présentes[5].
- Déterminer si des traces de vie actuelles sont présentes dans l'environnement martien :
  - identifier des environnements présentant actuellement un caractère habitable et définir les caractéristiques et les processus qui pourraient avoir une incidence sur le caractère habitable[6] ;
  - déterminer le potentiel de conditions ou processus spécifiques qui pourraient influer sur la visibilité ou la dégradation de signatures de vie actuelle[7] ;
  - déterminer si les bio-signatures d'un écosystème contemporain sont présentes[7].

### Comprendre les processus et l'histoire du climat martien
La détermination de l'histoire du climat martien vise à comprendre comment le climat de Mars a évolué pour atteindre son état actuel et quels sont les processus qui sont à l'origine de ces changements. Le résultat de ces investigations a des applications à toutes les planètes dotées d'atmosphère dont la Terre.
- Déterminer les caractéristiques du climat martien actuel et les processus associés :
  - identifier les processus qui contrôlent la distribution actuelle de la poussière, de l'eau et du dioxyde de carbone dans les basses couches de l'atmosphère sur une période d'une journée, d'une saison et de plusieurs années[9] ;
  - définir les processus qui contrôlent la dynamique et la structure thermique des couches hautes de l'atmosphère et de l'environnement plasmatique[10] ;
  - définir les processus qui contrôlent la composition chimique de l'atmosphère et de l'environnement plasmatique[11] ;
  - définir les processus qui contrôlent les échanges des volatils et de la poussière entre les réservoirs constitués par la surface de la planète et son atmosphère[12].
- Déterminer l'histoire récente du climat martien actuel et les processus associés :
  - déterminer comment ont évolué la composition chimique et la masse de l'atmosphère martienne au cours du passé récent[13] ;
  - identifier les traces des changements climatiques récents présents dans les structures géologiques et minéralogiques des régions polaires[14] ;
  - identifier les traces des changements climatiques récents présents dans les structures géologiques et minéralogiques des régions situées à l'équateur et aux latitudes moyennes[15].
- Déterminer les caractéristiques de l'ancien climat de Mars et des processus associés :
  - déterminer comment ont évolué la composition chimique et la masse de l'atmosphère martienne depuis les origines jusqu'à aujourd'hui[16] ;
  - identifier et interpréter les indices chimiques et physiques des périodes climatiques passées et les facteurs qui ont influé sur le climat[17] ;
  - déterminer le taux d'échappement atmosphérique actuel des éléments chimiques clés et déterminer les processus qui contrôlent celui-ci[18].

### Comprendre les origines et l'évolution du système géologique martien
La connaissance de la composition, la structure et l'histoire est fondamentale pour comprendre globalement le système solaire mais fournit également des indications sur l'histoire de la Terre et les processus qui l'ont façonnée. Dans le système solaire, Mars a présenté par le passé ce qui se rapproche le plus de l'environnement terrestre. La géologie de Mars fournit un éclairage sur pratiquement toutes les conditions pouvant conduire à l'apparition de la vie et à sa préservation. L'étude de sa structure interne fournit des indications importantes sur de nombreux sujets comme l'énergie géothermique, les environnements primitifs des planètes et les sources des volatils.
- Recenser les traces de l'histoire géologique de Mars préservées dans la croûte de la planète et en déduire les processus qui les ont créées :
  - identifier et caractériser les environnements géologiques présents et passés et les processus touchant la croûte planétaire[20] ;
  - déterminer les âges absolu et relatif des unités géologiques et des événements de l'histoire de Mars[21] ;
  - déterminer l'ampleur, la nature, la chronologie et l'origine des changements climatiques ayant affecté l'ensemble de la planète[22].
- Déterminer la structure, la composition, la dynamique et l'évolution de la structure interne de Mars :
  - identifier et caractériser les manifestations des interactions entre la croûte et le manteau planétaire[23] ;
  - déterminer de manière quantitative l'âge et les processus d'accrétion, de différenciation et d'évolution thermique de Mars[24].
- Identifier les indices de l'histoire de Mars préservés dans ses lunes :
  - déterminer la densité et le type des planétésimaux situés dans le voisinage de l'orbite de Mars au moment de la formation de la planète et les implications concernant la formation des lunes de Mars[25] ;
  - déterminer le volume des impacteurs situés à proximité de Mars et les matériaux dont ils étaient constitués durant l'histoire de Mars à partir des traces laissées sur les lunes de la planète[26].

### Préparer l'exploration humaine de Mars
L'exploration spatiale non habitée de Mars peut permettre d'obtenir suffisamment d'informations sur les conditions régnant sur la planète pour mener une mission avec un équipage humain dans des conditions de coût, risques et performance acceptables. Dans ce but, on peut considérer les objectifs de quatre types de mission.
- Mission orbitale (et phase orbitale d'une mission en surface) :
  - déterminer les conditions atmosphériques pouvant avoir un impact sur les phases d'aérocapture ou d'aérofreinage d'un vaisseau spatial dimensionné pour une mission avec équipage (priorité élevée) ;
  - déterminer la densité et la taille des particules en orbite qui pourraient affecter la mise en orbite de vaisseaux cargo ou avec équipage (priorité moyenne).
- Mission à la surface de Mars :
  - déterminer les caractéristiques de l'atmosphère de Mars qui pourraient affecter les phases de rentrée atmosphérique de descente et d'atterrissage, les équipements au sol, les astronautes, et le retour en orbite (priorité élevée)[28] ;
  - déterminer si l'environnement de Mars avec lequel l'équipage peut se retrouver en contact présente un risque biologique raisonnable et évaluer le risque présenté par le retour sur Terre d'échantillons martiens (priorité élevée)[29] ;
  - déterminer les régions de Mars présentant un intérêt scientifique important (régions spéciales selon la définition du COSPAR) (priorité élevée)[30] ;
  - évaluer la résistance de systèmes de production de ressources (eau, air, carburant) in situ (ISRU) aux conditions rencontrées sur Mars en particulier à la poussière (priorité élevée)[31] ;
  - déterminer les risques liés à l'atterrissage et à la mise en place des équipements au sol dus aux caractéristiques particulières du sol martien : éjection de matériau par le souffle des moteurs à l'atterrissage, résistance du sol, obstacles à l'atterrissage, risques d'enlisement (priorité moyenne)[32] ;
  - déterminer les risques pour la santé ou les performances de l'équipage créés par le rayonnement ionisant et aux effets toxiques de la poussière martienne (priorité basse)[33].
- Mission à la surface de Phobos ou Deimos :
  - déterminer les caractéristiques géologiques, géophysiques et la composition des lunes de Mars de manière à pouvoir définir les objectifs scientifiques d'une mission à leur surface, planifier les opérations et identifier les ressources disponibles (priorité haute)[34] ;
  - déterminer les conditions régnant à la surface des lunes de Mars et l'environnement bas autour de celles-ci pour concevoir le déroulement de leur mission : champ gravitationnel, régolithe, charges électrostatiques, plasma, etc. (priorité haute)[35].
- Création d'un poste permanent à la surface de Mars :
  - déterminer les ressources en eau susceptibles d'être exploitées pour répondre aux besoins d'une mission de longue durée (priorité haute)[36].

## Découvertes antérieures à l'ère spatiale

### Premières observations

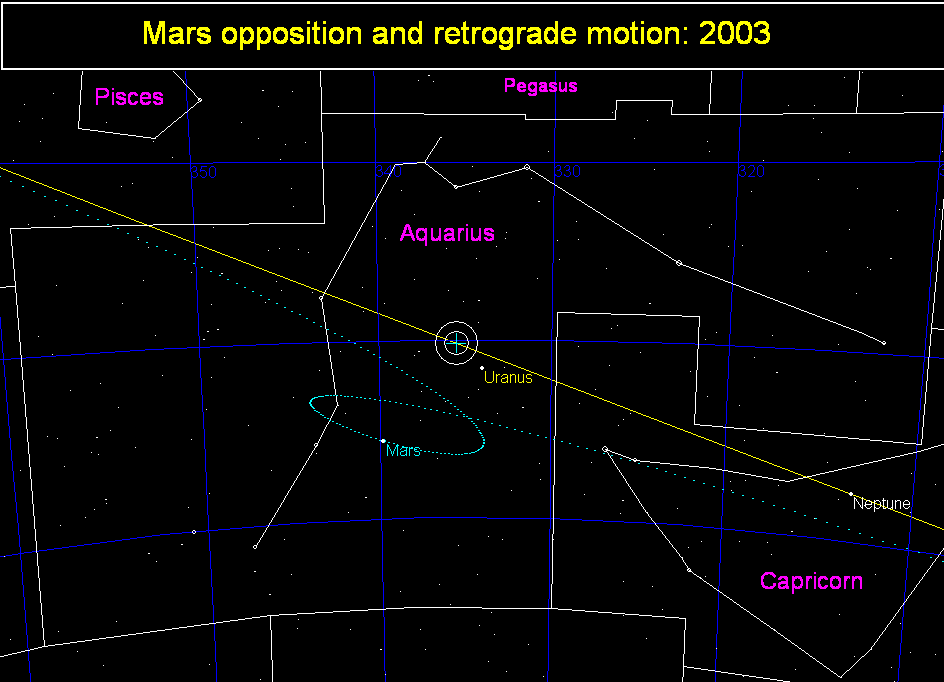
Mouvement rétrograde de Mars en 2003.

La planète Mars est identifiée par les premiers astronomes de l'Antiquité : sa luminosité importante, son absence de scintillement (qui distingue les planètes des étoiles) et sa couleur rouge accentuée en font un objet particulièrement visible et remarquable. Les Grecs la baptisent Arès (Mars dans la mythologie romaine), du nom du dieu de la guerre et plus généralement du désordre, car son mouvement leur semble particulièrement erratique (Mars, vu de la Terre, parcourt globalement le zodiaque d'est en ouest, mais semble rebrousser chemin avant de repartir dans le bon sens). C'est l'astronome allemand Johannes Kepler qui, après une étude de 8 ans des déplacements de la planète, parvient en 1609 à mettre sa trajectoire en équations, en établissant les lois de Kepler qui régissent le mouvement des planètes autour du Soleil. Dans les années 1670, les astronomes Jean Richer depuis la Guyane et Jean-Dominique Cassini depuis Paris mesurent la parallaxe de Mars qui leur permet de déterminer la distance Mars-Terre, qui s'avère vingt fois plus grande que les estimations de l'époque.

### Ère du télescope

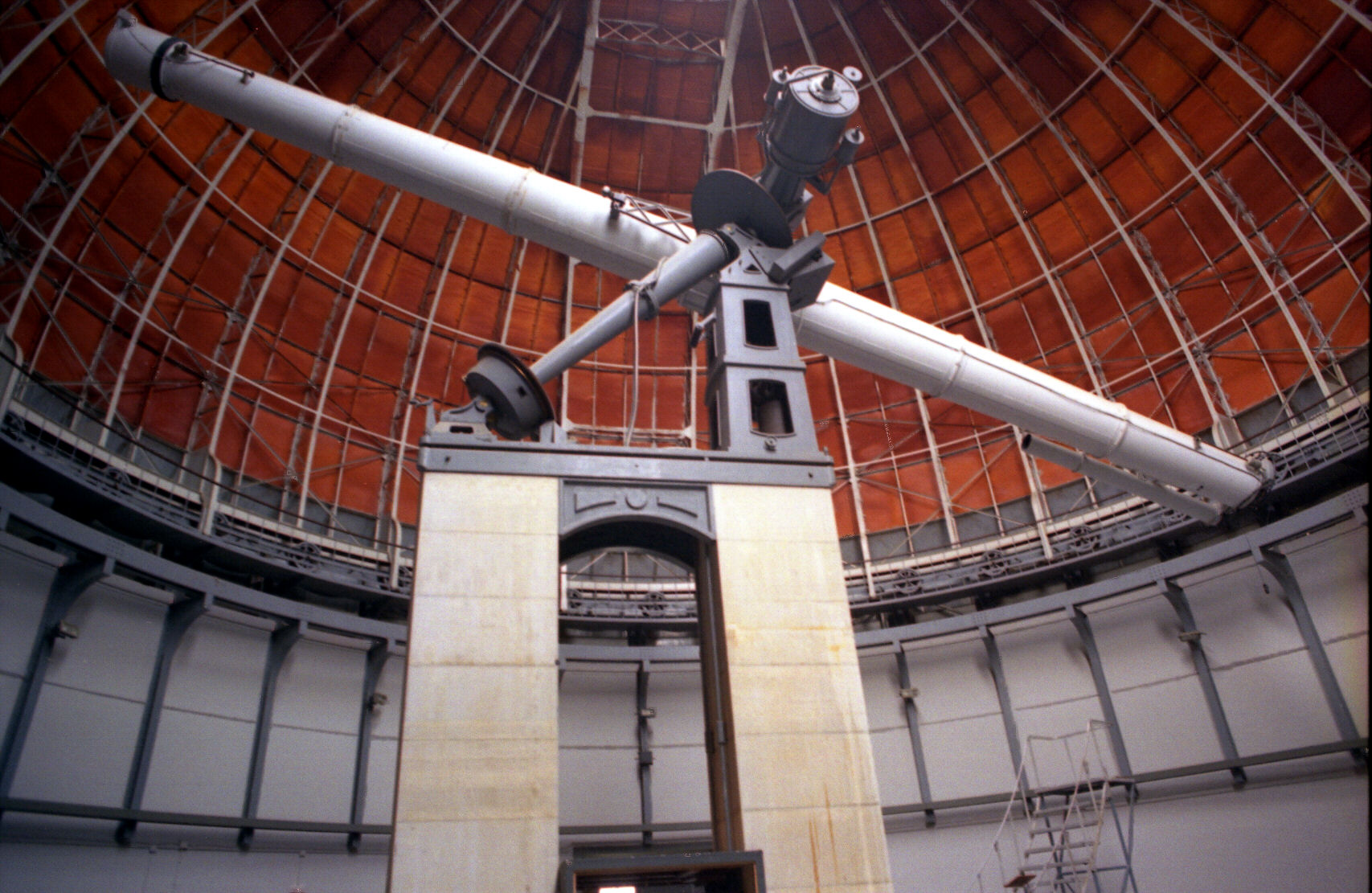
Les premières observations de Mars avec des lunettes astronomiques (ici lunette de Nice) ont fourni relativement peu d'informations sur la planète.

Les premiers télescopes d'une qualité suffisante pour observer la surface de Mars ne font leur apparition qu'à la fin du XVIIIe siècle. L'astronome William Herschel est le premier à observer vers 1780 à l'aide d'un instrument conçu par lui les calottes polaires de Mars qu'il pense recouvertes de neige et de glace d'eau. Il annonce que la planète a des saisons du fait de l'inclinaison de son axe qu'il mesure avec une bonne précision. Au début du XIXe siècle, les astronomes parviennent à distinguer grâce à des instruments plus puissants des taches sombres et claires qui parsèment la surface de Mars. Les taches sombres sont unanimement attribuées par la communauté des astronomes à des océans, tandis que les taches claires sont vues comme des continents. L'astronome Asaph Hall parvient à détecter en 1877 à l'aide de la plus grande lunette astronomique de l'époque (66 cm de diamètre) les deux satellites de Mars : Phobos et Déimos. La même année, l'astronome Giovanni Schiaparelli étudie Mars à l'aide d'une lunette relativement modeste (25 cm de diamètre) mais équipée d'un micromètre permettant une mesure relativement précise des objets observés. Il dresse une carte détaillée des zones sombres et claires qu'il désigne respectivement comme des « terrae » (terres) et « mare » (mers) officialisant l'existence de mers à la surface de Mars. Les terrae sont traversés selon ses observations par des « canale » (chenal de rivière) rectilignes. Il baptise les zones identifiables avec des noms latins tirés de lieux de la Méditerranée, de la Mythologie grecque et de la Bible (Olympus Mons, Syrtis Major, etc.) qui seront officialisés par la suite. Les dessins de Schiaparelli sont repris par la presse populaire et le terme canale, mal traduit en canal, accrédite la thèse d'ouvrages artificiels à la surface de Mars. La croyance en l’existence des canaux martiens va durer de la fin du XIXe siècle au début du XXe siècle et marqua l’imagination populaire, contribuant au mythe de l’existence d’une vie intelligente sur la quatrième planète du Système solaire. Son plus ardent défenseur, l'Américain Percival Lowell, fait construire un observatoire destiné à cette recherche, et tente jusqu'à sa mort de prouver leur existence. Les optiques plus précises des années 1920 permettent de ranger les canaux rectilignes au rang des chimères : leur observation, qui n’a jamais fait l’unanimité chez les astronomes, provenait d’une illusion d’optique, phénomène fréquent dans les conditions d’observation de l’époque,.

### État des connaissances au début de l'ère spatiale
À la fin des années 1950, peu avant que les premières sondes spatiales vers Mars ne soient lancées, les connaissances sur Mars découlent des observations effectuées avec les télescopes terrestres qui ne permettent pas de distinguer des détails inférieurs à 100 km. Ces instruments permettent de distinguer une planète rougeâtre comportant des structures au sol de grande taille alternativement claires et sombres et deux calottes polaires dont la taille varie au cours de l'année. On considère généralement que ces dernières sont constituées de glace d'eau. Pour les scientifiques, la planète présente une atmosphère car à certaines périodes de l'année, les détails de la surface s'estompent et on a pu observer des nuages de couleur blanche ou jaune. Enfin, certains observateurs estiment qu'une végétation fruste (lichens) subsiste peut-être à la surface de la planète ce qui expliquerait les variations de teinte observées selon les saisons. Les estimations de pression atmosphérique sont largement au-dessus de la réalité et les températures avancées (de 10 à 25 °C à l'équateur dans une étude réalisée dans les années 1920) sont également fortement surévaluées.

## Déroulement d'une mission automatique vers Mars
L'envoi d'une mission vers Mars présente des difficultés techniques qui ont été progressivement surmontées permettant une sophistication croissante des missions. Mars est survolé pour la première fois par la sonde spatiale Mariner 4 de la NASA tandis que Mariner 9 réussit la première mise en orbite en 1971. Faire atterrir un engin spatial sur Mars nécessite de survivre à une rentrée atmosphérique puis d'effectuer un atterrissage en douceur sur un terrain souvent peu propice. Le premier atterrissage est réussi en 1971 par la sonde soviétique Mars 3, mais ce sont les deux engins américains Viking qui parviennent à déposer en 1976 sur le sol martien une charge utile scientifique significative. Le pilotage sur le sol martien d'un engin mobile soulève d'autres problèmes liés principalement à la distance qui ne permet pas à des opérateurs de diriger ces engins comme sur la Lune. Le premier astromobile (rover) s'est posé sur Mars en 1997 avec Pathfinder/Sojourner (NASA) mais la distance franchie est très faible. Il faut attendre 2004 pour que des engins dotés d'une réelle autonomie, les rovers de la NASA Spirit et Opportunity, débutent avec succès une mission ambitieuse.
La prochaine étape consistera à ramener un échantillon du sol martien sur Terre. Une mission de ce type se situe à la limite des capacités techniques actuelles car il faut poser une masse particulièrement importante sur le sol martien puis parvenir à lancer depuis la surface une fusée assez puissante pour s'extraire du puits gravitationnel martien. Les moyens financiers nécessaires sont largement supérieurs à tous ceux requis jusque-là par une mission martienne et aucune mission de ce type n'est programmée et ne sera lancée avant 2020.

### Survoler Mars

Distance Terre-Mars et fenêtres de lancement (ici pour les années 2012-2024, tels que planifiés en 2022).

Une sonde spatiale ne peut rejoindre en ligne droite Mars. Le choix de sa trajectoire et, de manière liée, sa date de lancement sont contraints par les règles de la mécanique spatiale. En fonction des positions respectives de Mars et de la Terre autour du soleil, les fenêtres de lancement sont rares : on ne peut envoyer d'engins vers Mars que tous les deux ans (26 mois exactement), sur des périodes relativement courtes :
- Mars se déplace sur une orbite située à l'extérieur de celle de la Terre et sur le même plan que celle-ci. Sa distance avec la Terre varie fortement : lorsqu'elle se situe derrière le Soleil vu de la Terre, elle se trouve à 400 millions de kilomètres (plus de mille fois la distance Terre-Lune parcourue en trois jours par les astronautes du programme Apollo), tandis qu'elle n'est éloignée que de 56 millions de kilomètres lorsqu'elle occupe sa position la plus proche de la Terre ;
- les deux planètes se déplacent à des vitesses considérables sur leurs orbites (près de 30 km/s pour la Terre, 21 km/s pour Mars). Cette vitesse est communiquée au vaisseau lorsqu'il décolle de la Terre et rend impossible, avec les capacités des fusées actuelles, d'effectuer une route directe vers Mars, qui nécessiterait d'annuler en partie cette énorme vitesse initiale ;
- la trajectoire qui consomme le moins de carburant consiste à lancer le vaisseau sur une orbite elliptique qui tangente l'orbite terrienne au départ et l'orbite martienne à son arrivée (orbite de Hohmann). Cette trajectoire ne peut être parcourue dans un temps et avec une dépense d'énergie raisonnables que lorsque Mars est en opposition avec la Terre. Cette configuration se reproduit à peu près tous les 26 mois. Le temps mis par un vaisseau pour parcourir le trajet Terre-Mars dans la configuration la plus favorable tout en minimisant la consommation de carburant est de 258 jours. En dépensant relativement peu de carburant supplémentaire, on peut faire chuter cette durée à 180 jours.

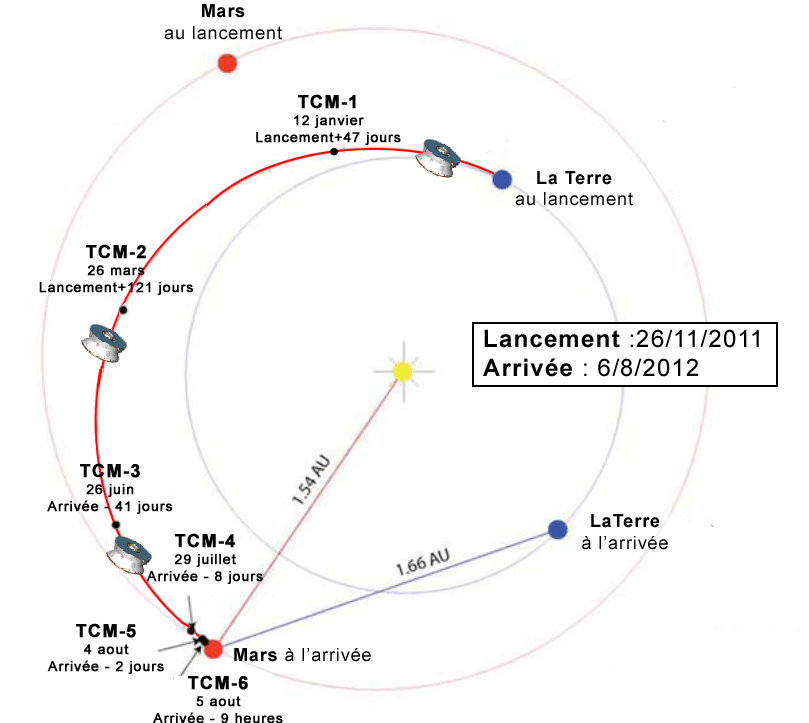
Le vol interplanétaire de la sonde spatiale MSL : un exemple typique de transit entre la Terre et Mars.

### Se mettre en orbite autour de Mars
Une fois que la sonde spatiale a échappé à l'attraction terrestre, si elle dispose d'une vitesse suffisante et qu'elle est lancée sous le bon azimut lorsque la fenêtre de lancement est ouverte (tous les 26 mois), la sonde spatiale peut effectuer un survol de Mars. Il est toutefois nécessaire qu'elle effectue quelques corrections de trajectoire durant son transit pour survoler à faible distance la planète. Pour pouvoir se mettre en orbite autour de Mars, la sonde doit décélérer fortement. Cette décélération (environ 2,3 km/s) doit être d'autant plus importante que l'orbite visée est proche de Mars. La quantité de carburant qui doit être emporté pour cette manœuvre représente 40 à 50 % de la masse de la sonde. La NASA a mis au point une technique pour réduire la masse de carburant emportée : la sonde spatiale est placée sur une orbite fortement elliptique qui demande nettement moins de carburant puis l'orbite est progressivement réduite par des passages de la sonde dans les couches supérieures de l'atmosphère martienne qui réduit la vitesse de l'engin et donc son orbite. Cette technique dite du freinage atmosphérique a été expérimentée pour la première fois avec Mars Global Surveyor en 1996. Elle nécessite une extrême précision de la trajectoire pour éviter que la sonde ne se trouve dans une atmosphère trop épaisse et ne se désintègre. Elle est d'autant plus difficile à appliquer sur Mars que la pression atmosphérique peut varier très rapidement du simple au double sous l'effet des tempêtes.

### Atterrir sur Mars

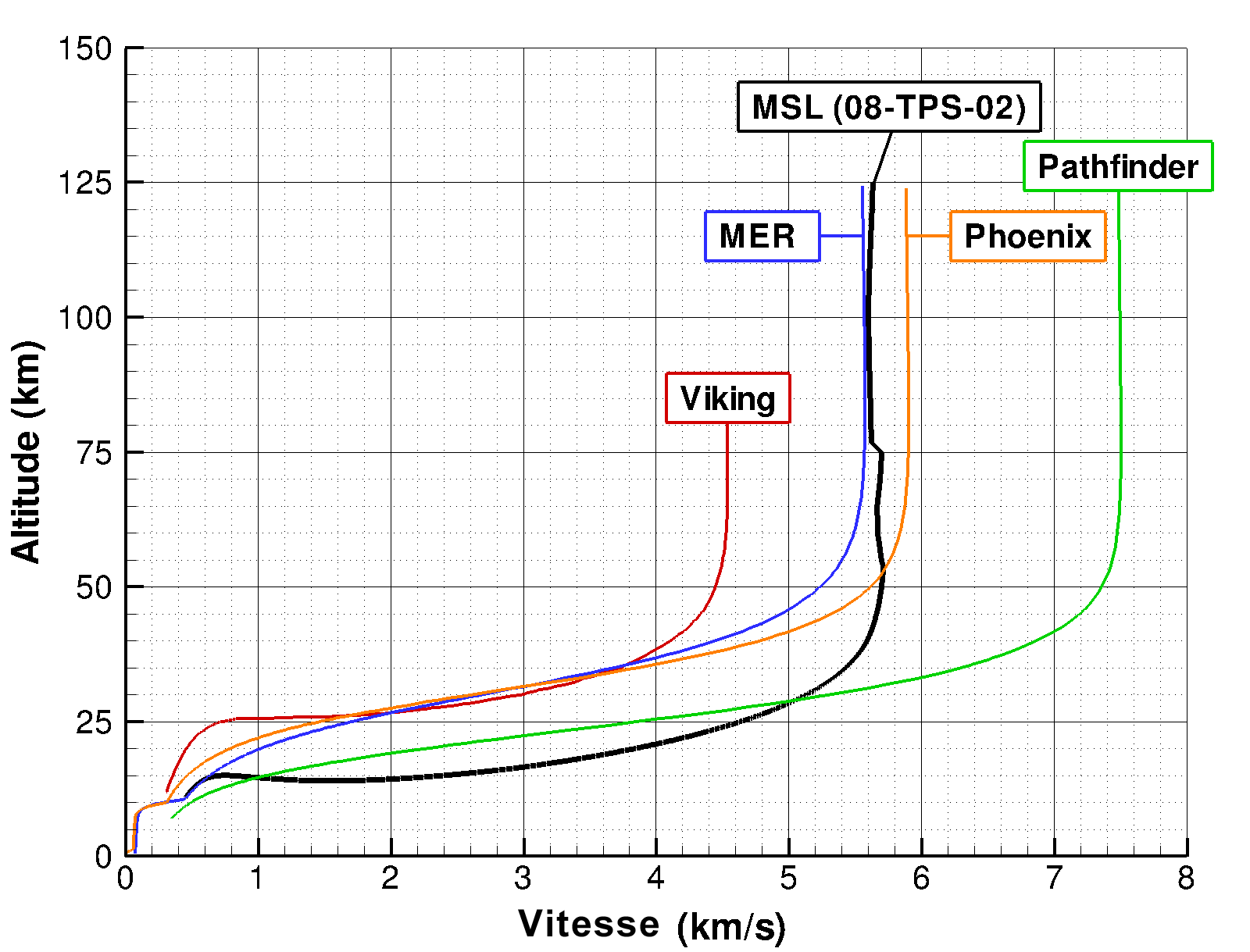
Schéma 1 : trajectoire d'entrée de plusieurs sondes martiennes.

Pour faire atterrir une sonde spatiale sur le sol martien, il est nécessaire d'annuler la vitesse que celle-ci va acquérir automatiquement en plongeant vers le sol martien. Si la sonde s'est mise auparavant en orbite basse autour de Mars, elle doit décélérer d'environ 4,1 km/s. Dans le cas général pour économiser du carburant, l'atterrisseur en provenance de la Terre plonge directement vers le sol martien et sa vitesse est comprise pour les missions américaines entre 4,5 (sondes Viking) et 7,5 km/s (Mars Pathfinder). Pour annuler cette vitesse, il existe plusieurs méthodes qui sont en pratique combinées :
- l'aérofreinage utilise les forces de traînée c'est-à-dire le frottement de l'atmosphère. C'est ce que font les vaisseaux habités qui reviennent sur Terre en décélérant légèrement ce qui fait décroître leur orbite de manière à entamer le processus. L'atmosphère fait alors tout le travail et la seule pénalité en poids est constituée par la masse du bouclier thermique qui protège le vaisseau de l'élévation de température très forte durant la phase de freinage (la masse de ce bouclier peut être néanmoins significative). Cette méthode peut être utilisée à toutes les vitesses ;
- l'utilisation d'un parachute ne permet de réduire la vitesse qu'à partir du moment où celle-ci se situe autour de Mach 1. Par ailleurs, elle n'est pas suffisante pour poser la sonde sur le sol car la vitesse résiduelle est trop importante (a fortiori sur Mars à l'atmosphère ténue) et cette phase de vol passif ne permet pas d'éviter une zone d'atterrissage parsemée d'obstacles ;
- on peut également annuler la vitesse en ayant recours à la poussée de moteurs-fusées. Cette solution est extrêmement coûteuse car elle nécessite de consacrer une grande partie de la masse du vaisseau au carburant utilisé. La masse qui doit être sacrifiée est proportionnelle à la gravité de la planète : poser sur la Lune le module Apollo sacrifie ainsi la moitié du poids du vaisseau au profit du carburant avec une vitesse à annuler trois fois plus faible que sur Mars. Si on a recours à la méthode coûteuse consistant à utiliser des moteurs-fusées sur une partie significative du vol (pour produire une décélération comprise entre 0,9 et 1,4 km/s, 20 à 30 % de la masse du vaisseau est sacrifiée au profit du carburant selon l'étude de Braun et Manning), sa mise en œuvre est difficile car, à vitesse hypersonique, l'éjection des gaz des moteurs perturbe l'écoulement aérodynamique[41] ;
- pour poser la sonde sur le sol sans l'endommager, plusieurs techniques ont été utilisées : dans le cas d'un atterrisseur fixe, recours aux moteurs fusées solidaires de la sonde, utilisation de coussins gonflables (« Airbags ») ou recours à un étage grue à la manière du robot Mars Science Laboratory (MSL).

La densité très faible de l'atmosphère de Mars (1 % de celle de la Terre) la place, pour le scénario de descente, dans une situation intermédiaire entre la Terre et la Lune. Le robot Mars Science Laboratory, qui a atterri sur Mars le 6 août 2012, est obligé de recourir à des moteurs pour se freiner à partir de l'altitude de 1 500 mètres. Le problème devient d'autant plus aigu que la charge à poser est lourde. Le deuxième problème soulevé par la faiblesse de la traînée atmosphérique sur Mars est que la vitesse ne devient inférieure à Mach 1 que lorsque le vaisseau est très près du sol : le vaisseau dispose de très peu de temps pour modifier le site d'atterrissage si la trajectoire du vaisseau l'amène sur une zone parsemée d'obstacles ou le conduit à une trop grande distance du lieu visé. La précision de l'atterrissage obtenue est de quelques kilomètres pour le robot MSL qui a recours aux techniques les plus pointues. De plus, cette contrainte interdit l'atterrissage sur des zones situées à des altitudes trop élevées car la couche de l'atmosphère traversée est d'autant plus réduite que l'altitude est élevée (soit près de 50 % de la superficie de Mars).
Des recherches sont menées à la NASA pour améliorer l'efficacité du freinage dans une atmosphère peu dense. Différentes techniques sont à l'étude :
- bouclier thermique gonflable offrant une surface de freinage beaucoup plus importante dans la phase haute de la descente[Note 1],[43] ;
- structure en forme d'anneau gonflable en remorque du vaisseau à la manière d'une ancre flottante durant la phase haute du vol ;
- ballute (croisement entre un parachute et un ballon) déployé avant l'entrée dans l'atmosphère martienne et travaillant également à la manière d'une ancre flottante ;
- parachute de très grande dimension (près de 90 mètres de diamètre pour un module pesant 50 tonnes) déployé alors que le vaisseau est à vitesse hypersonique.

| Caractéristiques                                  | Viking (1975)           | Mars Pathfinder (1996)    | MER (2003)               | MSL (2011)                 |
| ------------------------------------------------- | ----------------------- | ------------------------- | ------------------------ | -------------------------- |
| Masse au début de la rentrée atmosphérique        | 992 kg                  | 584 kg                    | 827 kg                   | 3 299 kg                   |
| Masse à l'atterrissage                            | 590 kg                  | 360 kg                    | 539 kg                   | 1 541 kg                   |
| Masse du rover                                    | -                       | 10,5 kg                   | 185 kg                   | 899 kg                     |
| Contrôle durant la rentrée atmosphérique          | Orientation uniquement  | Non                       | Non                      | Angle d'attaque            |
| Ratio portance/trainée                            | 0,18                    | 0                         | 0                        | 0,22                       |
| Diamètre du parachute                             | 16 m                    | 12,5 m                    | 14 m                     | 21,5 m                     |
| Vitesse à l'ouverture du parachute                | Mach 1,1                | Mach 1,57                 | Mach 1,77                | Mach 2                     |
| Vitesse verticale et horizontale à l'atterrissage | Vv < 2,4 m/s Vh < 1 m/s | Vv < 12,5 m/s Vh < 20 m/s | Vv < 8 m/s Vh < 11,5 m/s | Vv < 0,75 m/s Vh < 0,5 m/s |
| Méthode d'atterrissage                            | Rétrofusées             | Coussins gonflables       | Coussins gonflables      | « Grutage »                |
| Précision de l'atterrissage                       | 280 × 180 km            | 200 × 100 km              | 80 × 12 km               | 7 × 20 km                  |

### Astromobiles
Un engin spatial fixe à la surface de Mars ne peut étudier que son environnement immédiat. Une fois maîtrisée la technique de l'atterrissage, l'étape suivante est de disposer d'un engin capable de se déplacer pour aller étudier d'autres sites comme les Lunokhod déposés par les Soviétiques sur la Lune au début des années 1970. Cet objectif soulève plusieurs problèmes. Il faut à la suite de l'atterrissage que l'astromobile (ou rover) puisse quitter l'engin spatial qui l'a amené au sol, ce qui suppose des mécanismes destinés à libérer le rover puis à lui donner accès au sol dans toutes les configurations de terrain envisageables. À charge scientifique identique, le rover ajoute une masse importante alors que celle-ci est restreinte comme il a été vu plus haut. Enfin, le pilotage d'un robot sur une planète au sol accidenté dont l'éloignement ne permet pas un système de téléprésence nécessite la mise au point de logiciels sophistiqués de reconnaissance de forme et de pilotage.

## Premiers survols et orbiteurs
Les soviétiques se lancent dans l'exploration de Mars dès octobre 1960, trois ans seulement après le lancement réussi du premier satellite artificiel Spoutnik 1. Mais durant quatre ans, ils ne cesseront d'essuyer des échecs. L'agence spatiale américaine, la NASA, qui ne dispose pas à ses débuts de lanceurs suffisamment puissants, ne lance ses premières missions vers Mars que quatre ans plus tard avec le programme Mariner. Ces premières tentatives sont couronnées de succès avec les toutes premières images de la planète rouge envoyées en juillet 1965 par Mariner 4.

### Échecs soviétiques (1960-1964)

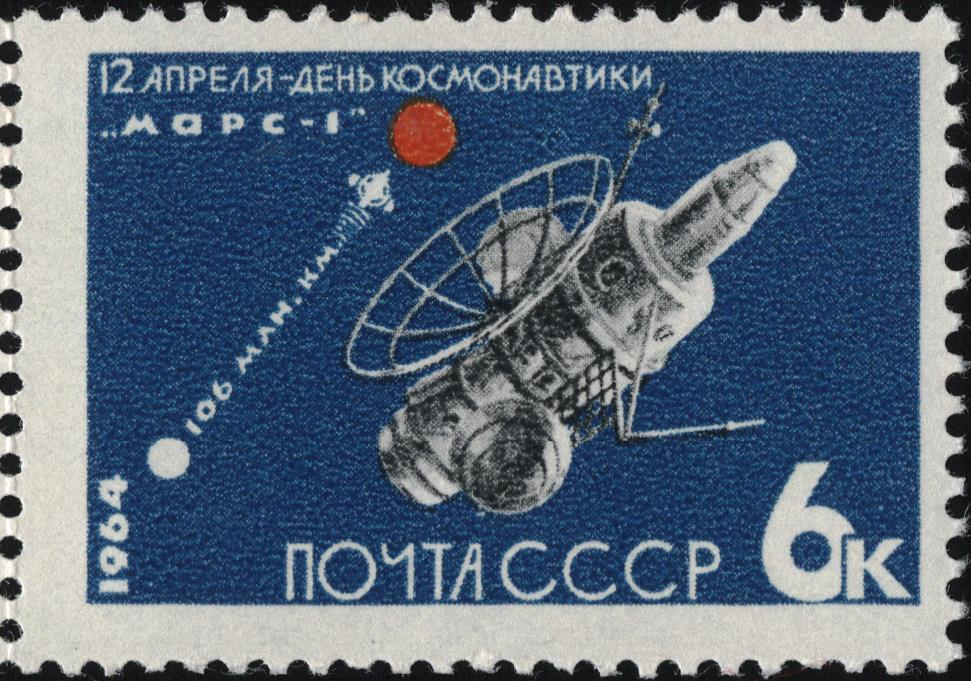
Timbre soviétique de 1964 représentant la sonde Mars 1.

Dès 1960, l'Union soviétique, qui, contrairement aux États-Unis, dispose déjà à cette époque des lanceurs puissants requis pour des missions d'exploration interplanétaire, envoie deux sondes spatiales vers Mars. Leur objectif est de photographier la surface de la planète mais également d'étudier le milieu interplanétaire et ses effets sur les équipements embarqués. Mais les deux tentatives Marsnik 1 (Mars 1960A) lancé le 10 octobre 1960 et Marsnik 2 (Marsnik 1960B) lancé quatre jours plus tard échouent à la suite de défaillances du lanceur. En 1962, trois nouvelles tentatives sont effectuées. Le 24 octobre 1962, Spoutnik 22 (aussi nommé Mars 1962A) explose au cours de la manœuvre d'insertion en orbite terrestre.
Huit jours plus tard, Mars 1, qui doit survoler Mars afin de prendre des images de sa surface et transmettre des données sur sa structure atmosphérique ainsi que sur le rayonnement cosmique, réussit à échapper à l'attraction terrestre mais, alors qu'elle est à mi-distance de son objectif, la sonde interrompt subitement ses communications. Le 4 novembre 1962, alors qu'aucun survol de la planète n'a jamais réussi, ni a fortiori la moindre mise en orbite, Spoutnik 24 (Mars 1962B) emporte le premier atterrisseur jamais conçu. Là encore, la mission avorte, l'injection sur une orbite de transit ayant échoué. En 1964, l'URSS fait une ultime tentative avec Zond 2, le 30 novembre 1964 afin de devancer au dernier moment la sonde américaine Mariner 4, partie deux jours plus tôt (lire ci-dessous). Mais c'est un nouvel échec : le lancement est réussi mais la communication est perdue alors que la sonde fait route vers Mars.

### Survol de Mariner 4 (1965)

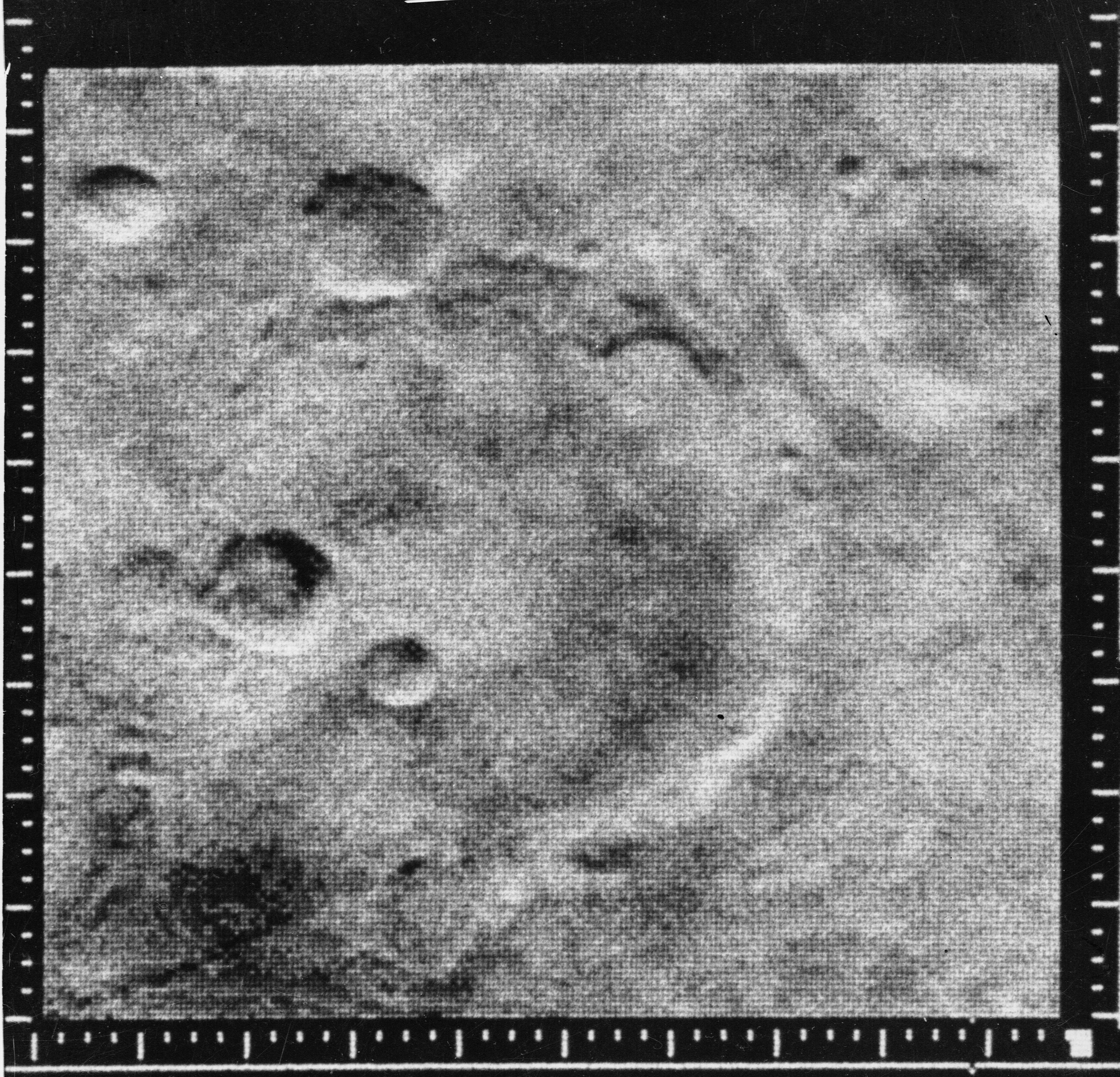
Une des photos prises par Mariner 4 montre une surface couverte de cratères.

La première fusée américaine à disposer d'une capacité suffisante pour lancer des sondes interplanétaires est l'Atlas-Agena. Celle-ci est utilisée pour la première fois en 1962 pour lancer vers Vénus deux sondes spatiales Mariner. Vénus constitue en effet une cible plus facile que Mars qui est à la fois plus éloignée du Soleil et de la Terre. Une sonde martienne nécessite une meilleure isolation thermique, une redondance plus poussée (compte tenu de la durée du transit) et un équipement radio plus puissant.
Le programme américain d'exploration de Mars est porté par le Jet Propulsion Laboratory (JPL), situé à Pasadena, en Californie Celui-ci obtient en 1962 l'autorisation de la NASA de développer une mission vers Mars. Cette première mission doit être un simple survol : l'insertion en orbite autour de Mars est préférable sur le plan scientifique car elle permet un temps d'observation sans commune mesure avec celui d'un survol mais ce type de mission est hors de portée des connaissances techniques de l'époque et des capacités de la fusée utilisée car elle nécessite une rétrofusée de forte masse. La petite sonde (260 kg) est équipée d'une caméra qui doit retransmettre les premières images de la planète mais également d'un magnétomètre pour en mesurer le champ magnétique ainsi que des instruments destinés à analyser le vent solaire, les particules énergétiques et les micrométéorites à proximité de Mars et dans l'espace interplanétaire. Mariner 3 et Mariner 4 sont programmées pour la prochaine fenêtre de lancement qui s'ouvre en 1964. Mariner 3 est lancée le 5 novembre 1964 mais la coiffe ne s'éjecte pas correctement et la sonde est perdue.
Le 28 novembre 1964, le lancement de Mariner 4 est un succès et la sonde entame son voyage de huit mois vers Mars. Le 14 juillet 1965, Mariner 4 survole Mars et fournit les premières images détaillées de sa surface. Les 22 photos d'une qualité moyenne qui sont prises, couvrent environ 1 % de la superficie de Mars : elles révèlent un paysage de type lunaire couvert de cratères d'impact qui d'après leur aspect remontent à une période comprise entre deux et quatre milliards d'années. En apparence la planète ne connaît et n'a connu aucun phénomène d'érosion qui trahisse la présence d'eau. La partie photographiée ne présente par ailleurs aucun relief, montagne ou vallée. Cette vision déprimante met fin aux spéculations d'une Mars planète jumelle de la Terre popularisée par des auteurs de fiction comme Edgar Rice Burroughs et H.G. Wells. La pression atmosphérique mesurée est tellement faible (4,1 à 7,0 millibars, soit 0,5 % de celle de la Terre) que les scientifiques émettent l'hypothèse que les calottes polaires ne sont pas couvertes de glace d'eau mais de dioxyde de carbone. La température de surface mesurée, −100 °C, est également beaucoup plus basse que prévu. Enfin, aucun champ magnétique n'est détecté alors que l'existence de celui-ci est une condition indispensable pour permettre à des êtres vivants de survivre en surface,.

### Survols deMariner6et7(1969)
À la fin de la décennie, la NASA dispose d'un lanceur plus puissant, l'Atlas Centaur. Celui-ci est utilisé en février et en mars 1969 pour lancer Mariner 6 et Mariner 7, qui ont une masse de 400 kg et emportent des caméras plus sophistiquées. Toutes les deux réussissent un survol à faible distance (3 500 km), qui a lieu fin juillet et début août. Leurs caméras réussissent à prendre près de 1 200 photos de bonne qualité qui couvrent 10 % de la superficie de la planète et confirment son apparence désolée et l'absence de toute végétation. La température de la calotte polaire, mesurée à l'aide d'un radiomètre infrarouge, −133 °C indique que celle-ci est constituée de dioxyde de carbone. Enfin, la mesure de l'atténuation du signal radio des sondes au moment où elles passent derrière la planète permettent de confirmer la pression atmosphérique mesurée lors des missions précédentes. Le succès de ces missions est occulté pour le grand public par les premiers pas de l'Homme sur la Lune intervenus quelques jours plus tôt. On apprendra 20 ans plus tard, lorsque la glasnost permettra d'accéder aux événements cachés par l'histoire officielle, que les soviétiques ont lancé à la même époque les sondes spatiales Mars 1969A (ou Mars M-69 No.521) et Mars 1969B, équipées chacune d'un orbiteur et d'un atterrisseur et qui ont toutes deux été victimes d'une défaillance de leur lanceur Proton.

### Mariner 9, premier orbiteur, révèle une géologie complexe (1971)

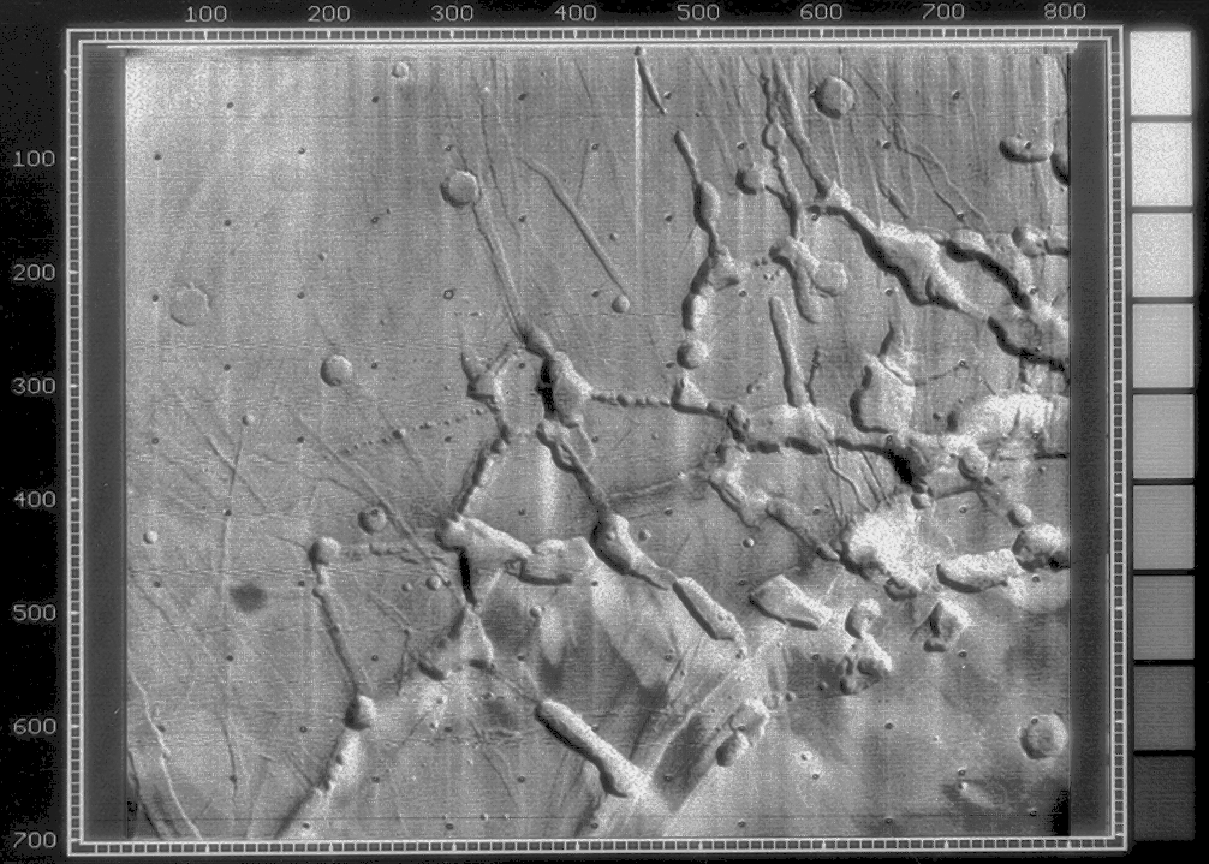
Les canyons de Noctis Labyrinthus photographiés par Mariner 9.

Pour la fenêtre de lancement suivante, en mai 1971, la NASA décide, pour des raisons budgétaires, de ne pas tenter un atterrissage mais de lancer deux orbiteurs chargés d'étudier de manière systématique la surface de Mars en particulier les calottes polaires et certaines formations détectées sur les photos prises en 1969 qui s'écartent du modèle lunaire. Ces engins sont nettement plus lourds (près d'une tonne) car ils emportent une rétrofusée pour la mise en orbite autour de Mars ; ils sont désormais lancés par des fusées Atlas Centaur. La première, Mariner 8, est lancée le 8 mai mais elle est victime d'une défaillance de son lanceur. Ce qui réjouit les Russes car deux jours plus tard, le 10, ils lancent en secret un engin baptisé Cosmos 419, dans le but de concurrencer les Américains. Mais eux aussi connaissent l'échec car leur fusée ne parvient pas à quitter l'orbite terrestre. C'est finalement Mariner 9, lancée trois semaines plus tard, le 30 mai 1971, qui va devenir le 14 novembre le premier satellite artificiel d'une autre planète que la Terre.
À son arrivée, Mars est complètement voilée par une tempête de poussière qui ne se calme qu'au bout d'un mois. L'orbiteur est placé sur une orbite elliptique de 1 650 × 16 860 km qui lui permet de réaliser une cartographie de 70 % de la surface de Mars. La sonde spatiale transmet des images qui révèlent une planète très différente et beaucoup plus intéressante que ce qu'avait laissé entrevoir Mariner 6. La sonde spatiale découvre notamment l'énorme canyon de Valles Marineris profond de 6 km large d'une centaine de kilomètres et long de plusieurs milliers de kilomètres. Celui-ci se prolonge par des formations géologiques qui ressemblent à des vallées asséchées. La caméra de la sonde spatiale photographie dans la région d'Hellas des plaines comportant peu de cratères donc géologiquement relativement jeunes. Enfin, on découvre plusieurs anciens volcans dont Olympus Mons qui avec ses 25 km de haut constituent le relief le plus élevé du système solaire. Les satellites Phobos et Déimos sont également photographiés. De nombreuses formations donnent à penser que l'eau a coulé par le passé sur Mars. La vie a pu apparaître comme sur Terre à cette époque mais le seul moyen de le savoir est d'étudier sur place le sol de la planète, mission confiée au programme Viking en plein développement à cette époque.

### Programme soviétiqueMars(1971-1974)

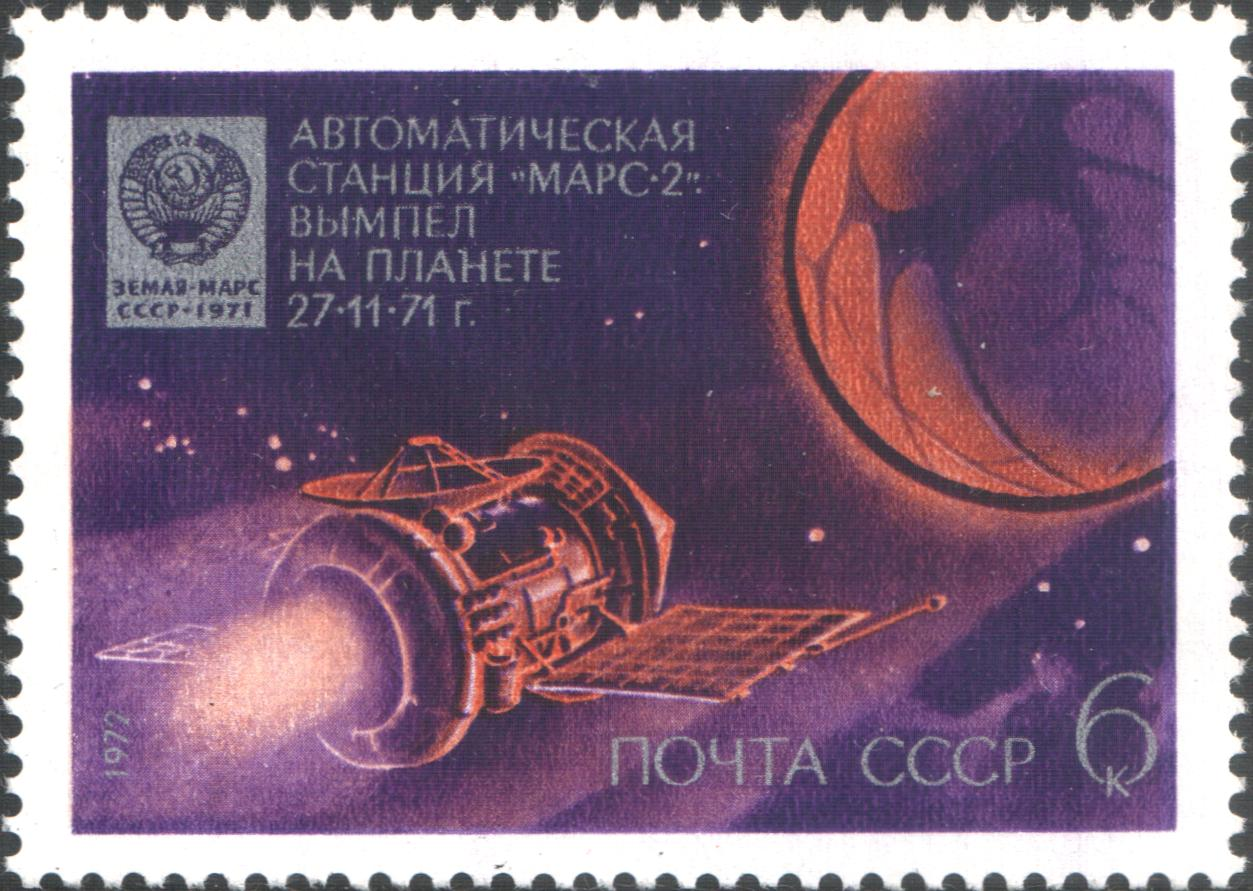
Timbre soviétique de 1972 montrant la sonde Mars 2.

À la suite des échecs des missions martiennes de 1969, les soviétiques décident d'abandonner la plateforme M-69 pour le modèle 3M développé par les ingénieurs du bureau d'études Lavotchkine. Celle-ci deviendra la plateforme standard pour l'exploration du système solaire jusqu'au milieu des années 1980. La fenêtre de lancement de 1971 offre une occasion exceptionnelle car les positions respectives de Mars et de la Terre sont dans une configuration qui ne se reproduit que tous les 15 à 17 ans et qui permet aux lanceurs d'envoyer vers Mars des engins de masse bien plus importante. La masse des nouvelles sondes spatiales en forme de champignon atteint ainsi 4,5 tonnes.
Un orbiteur et deux atterrisseurs sont programmés par les soviétiques en 1971 comme cela se pratique à cette époque en raison de la faible fiabilité des lanceurs et des engins spatiaux. Le lancement de l'orbiteur Cosmos 419 le 10 mai 1971 est un échec mais les deux atterrisseurs sont placés avec succès sur une orbite de transit vers Mars le 19 mai 1971 (Mars 2 et le 28 mai Mars 3). Le premier arrive en vue de Mars le 27 novembre où il a été précédé par la sonde spatiale Mariner 9 arrivée deux semaines plus tôt. Les Soviétiques espèrent au moins que l'atterrisseur va remplir sa mission mais, ayant pénétré dans l'atmosphère sous une incidence trop élevée, celui-ci traverse l'atmosphère martienne avec une vitesse trop élevée et s'écrase sur le sol avant d'avoir pu ouvrir son parachute, devenant le premier objet humain à parvenir jusque-là. Mars 3 parvient sans encombre jusqu'à Mars et l'atterrisseur est largué par son vaisseau mère le 2 décembre 1971 et se pose près de Sirenum Fossae. L'atterrisseur devait immédiatement après son atterrissage effectuer un panorama du site à l'aide d'une caméra similaire à celle utilisée par les engins lunaires soviétiques comportant un miroir rotatif pour balayer l'horizon. Selon les soviétiques, un signal est reçu durant 14,5 secondes par le vaisseau mère avant d'être interrompu définitivement. Après traitement des signaux sur Terre, l'image ne se révèle être que du bruit. Les soviétiques émettent l'hypothèse que la sonde spatiale s'est peut être enfoncée dans des sables très fins ou que les conditions météorologiques ont contrarié la qualité de la transmission alors que les pays occidentaux soupçonnent l'Union soviétique de vouloir seulement marquer des points dans la course à l'Espace quitte à travestir les faitsUlivi.
Fin juillet 1973 s'ouvre une nouvelle fenêtre de tir vers Mars. Alors que les Américains n'ont programmé, pour des raisons budgétaires, aucune mission, les Soviétiques ne lancent pas moins de quatre sondes spatiales : Mars 4 et Mars 5 sont des orbiteurs tandis Mars 6 et Mars 7 sont des atterrisseurs. Celles-ci sont de masse beaucoup moins élevées (environ 3,3 à 3,5 tonnes contre 4,5 tonnes) du fait d'une configuration des planètes beaucoup moins favorable. La livraison de composants électroniques défectueux est détectée avant le lancement mais les ingénieurs n'ont pas le temps de les remplacer avant le lancement. Il en découle des défaillances qui ne permettront pas à Mars 4 et Mars 7 de remplir leurs objectifs. Mars 5 connaît un succès partiel, transmettant 60 images avant de subir une avarie, en mars 1974. Mars 6 constitue donc l'ultime chance pour les Soviétiques de transmettre les premières images du sol martien. Le 14 mars 1974, pendant les premiers temps de sa descente, l'engin émet correctement. Mais les transmissions sont interrompues moins de trois minutes après l'ouverture des parachutes, au moment où les rétrofusées doivent être mises en marche. L'origine de l'anomalie ne sera jamais identifiée.

## Première étude en profondeur

### ProgrammeViking(1975-1976)

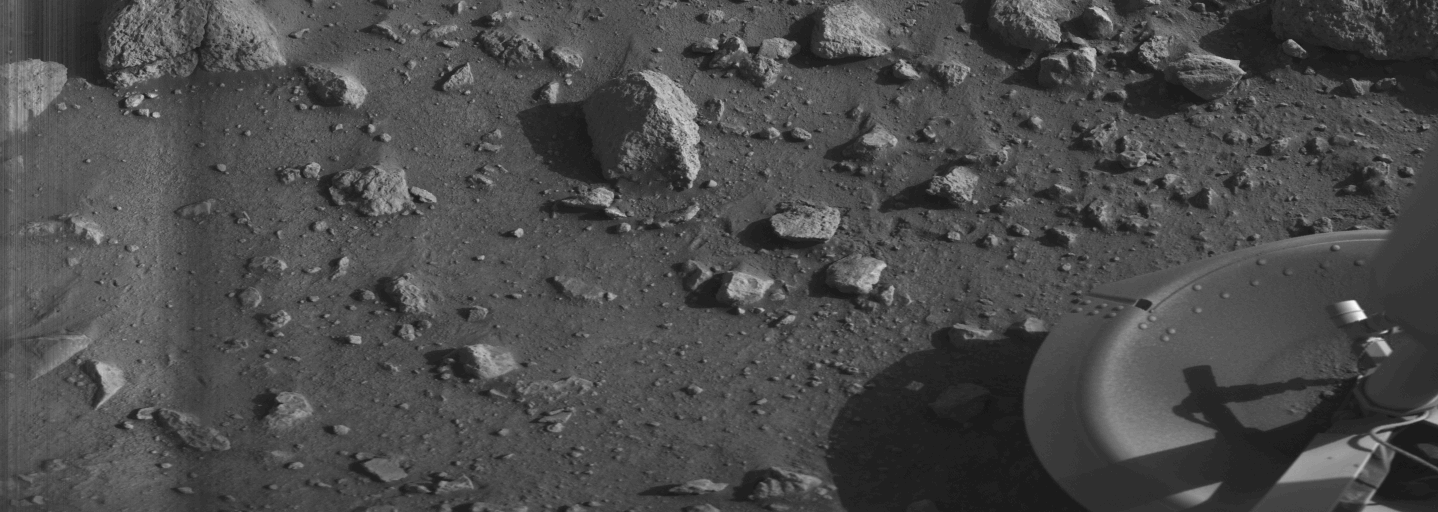
Première image transmise de la surface de Mars par Viking 1 quelques minutes après son atterrissage.

En 1975, deux sondes américaines sont envoyées vers Mars, Viking 1 le 20 août 1975 et Viking 2 le 9 septembre 1975, composées chacune d'un satellite d'observation et d'un module d'atterrissage. Les orbiteurs doivent réaliser une cartographie précise de la surface de Mars tandis que les atterrisseurs sont conçus pour détecter une éventuelle forme de vie élémentaire. Au bout d'un voyage de dix mois, les deux sondes parviennent à se placer sur leur orbite. Le 20 juillet 1976, Viking 1 Lander est détaché de son module orbital. Après une descente de quelques heures, il touche le sol martien à l'ouest de Chryse Planitia et transmet ses premières images. Viking 2 Lander atterrit quant à lui le 3 septembre 1976 à 200 kilomètres à l'ouest du cratère d'impact Mie situé dans Utopia Planitia.
Même si aucune forme de vie n'est détectée, le programme Viking est une réussite totale, car les engins émettent des informations beaucoup plus longtemps que prévu : six ans pour Viking 1, quatre pour Viking 2. Durant tout ce temps, la quantité de données transmises est colossale. Les atterrisseurs analysent en effet la composition de l’atmosphère et du sol martiens et collectent des données météorologiques sur plus de trois années martiennes (six années terrestres). Les orbiteurs, quant à eux, photographient la quasi-totalité de la planète avec une résolution inférieure à 300 mètres par pixel et notent les importantes variations de pression atmosphérique liées au cycle du dioxyde de carbone. Au sol comme depuis les orbites, l'observation détaillée met en évidence la présence passée d'eau liquide à sa surface, relançant ainsi la question de la vie sur la « planète rouge ». Enfin, face aux échecs successifs des Soviétiques, les missions Viking démontrent la supériorité des Américains dans le domaine technologique.

### Bilan des connaissances après le programmeViking
Les observations effectuées par les deux orbiteurs et les deux atterrisseurs du programme Viking ont démontré que l'histoire géologique et climatique de Mars est complexe, et que l'environnement martien continue de se modifier. Mais ces observations ont finalement soulevé autant de questions qu'elles ont apporté de réponses. L'origine et l'histoire des formations de surface découvertes depuis l'orbite et attribuées sans certitude à l'action d'anciens cours d'eau ou de lacs sont une énigme de même que la dichotomie manifeste entre hémisphère sud et nord est une énigme. Parmi les autres interrogations figurent :
- la distribution des minéraux à sa surface ;
- l'existence de traces de la présence d'eau qui reste à confirmer ;
- la nature des matériaux dont sont composées les calottes polaires et l'évolution de celles-ci ;
- les caractéristiques de la circulation atmosphérique de Mars.

Dès le début des années 1980, il devient clair pour les planétologues que, pour répondre à ces questions, la prochaine mission d'exploration de Mars devait être un orbiteur circulant sur une orbite héliosynchrone durant une année martienne complète et disposant d'une suite d'instruments permettant de recueillir des données à la fois sur l'atmosphère, la surface et la structure interne.

### Hiatus de vingt ans (1975-1996)
Le succès des missions Viking est suivi d'une période de plus de vingt ans sans nouvelle mission américaine sur le sol martien. La majorité des scientifiques et des ingénieurs impliqués dans le programme Viking espèrent d'autres missions, aux objectifs plus ambitieux, mais les administrateurs de la NASA sont moins enthousiastes. Alors que les Américains ont démontré leur suprématie sur la Lune et sur Mars et que les Soviétiques, à travers le programme Saliout, multiplient les vols de longue durée autour de la Terre, un nouveau type de rivalité se joue entre les deux nations, axé sur la maîtrise de l'espace circumterrestre. Le développement de la navette spatiale draine alors l'essentiel des ressources de l'agence spatiale. L'envoi d'hommes autour de la terre, sans être jugé aussi passionnant que l'exploration de contrées lointaines, suscite (auprès du grand public et des décideurs politiques) plus d'intérêt que les paysages désertiques extraterrestres. Certes, des équipes de scientifiques et d'ingénieurs américaines, russes et européennes élaborent différents projets, parfois très détaillés. Mais, durant deux décennies, aucun d'entre eux ne se concrétise hormis l'envoi de deux sondes soviétiques en 1988, qui ne parviendront pas à destination.

### Missions soviétiquesPhobos(1988)

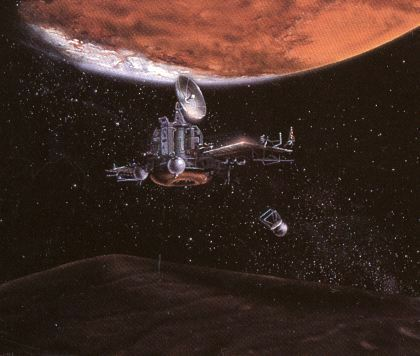
Vue d'artiste de la sonde '.

Quinze ans après les résultats décevants de leur programme Mars, les soviétiques s'intéressent à nouveau à Mars. Cette fois, le principal objet d’étude n'est pas la planète elle-même mais l'un de ses deux satellites naturels : Phobos. Deux sondes sont envoyées vers Mars : Phobos 1 le 7 juillet 1988 et Phobos 2 le 12 juillet 1988. Les deux lancements se déroulent correctement jusqu’au 2 septembre 1988 où Phobos 1 interrompt brutalement ses communications à la suite d'une erreur humaine. Phobos 2 reste donc la seule sonde à pouvoir accomplir sa mission. Mais le 27 mars 1989, alors que la sonde n’est plus qu’à 50 mètres de Phobos et qu’elle s’apprête à lancer ses deux atterrisseurs, les communications sont une nouvelle fois perdues. On estime aujourd'hui que ce dysfonctionnement a été provoqué par des particules émises lors d'une éruption solaire.

## Années 1990
La décennie est marquée par un bref retour des Américains vers la planète (avec notamment l'envoi du premier rover), la continuation des échecs russes et l'entrée du Japon dans l'exploration de la planète rouge, mais qui connait lui aussi la déconvenue. Au total, sur sept missions lancées, seulement deux sont des succès.

### Mars Observer(1992)
Dix-sept ans après le programme Viking, soit le temps nécessaire pour dépouiller les données envoyées par les deux sondes jumelles, la NASA décide de retourner vers Mars en lançant Mars Observer le 25 septembre 1992. Mais le 21 août 1993, soit trois jours avant la date prévue pour l’insertion sur son orbite martienne, le contact est perdu pour des raisons indéterminées. Mars Observer est alors la sonde la plus coûteuse envoyée par la NASA (813 millions de dollars).

#### Conséquence de l'échec
L'échec de cette mission entraîne une révision complète de la stratégie américaine d’exploration du Système solaire : la NASA lancera désormais des sondes moins sophistiquées mais à budget serré : l'objectif est de ne pas tout perdre en cas d’échec tout en permettant la réalisation d'un plus grand nombre de missions, d'un cycle de développement raccourci. La devise « better, faster, cheaper » (« mieux, plus vite, moins cher ») accompagne le nouveau programme Discovery. Dans le cadre de ce programme et comme à chaque conjonction favorable de Mars et de la Terre (environ tous les deux ans), la NASA prévoit d’envoyer à la fois une sonde de type orbiteur, qui doit effectuer ses observations depuis son altitude, et une autre de type atterrisseur, œuvrant depuis le sol.
Les objectifs initialement assignés à la sonde Mars Observer sont ventilés entre les orbiteurs beaucoup plus légers du nouveau programme. Il est donc prévu que des copies des instruments de Mars Observer seront donc embarquées sur les sondes Mars Global Surveyor, en 1996, Mars Climate Orbiter (en 1998), Mars Odyssey (en 2001) et Mars Reconnaissance Orbiter (en 2005).
| Date de lancement    | Mission | Type                                       | Agence spatiale    | Résultat                                               |
| -------------------- | ------- | ------------------------------------------ | ------------------ | ------------------------------------------------------ |
| Programme Viking     | 1975    | 2 orbiteurs et 2 atterrisseurs             | NASA               | Succès Dernière mission scientifique réussie avant MGS |
| Programme Phobos     | 1988    | 2 orbiteurs et 2 atterrisseurs lunaires    | Union soviétique   | Échec                                                  |
| Mars Observer        | 1992    | orbiteur et 2 atterrisseurs                | NASA               | Échec                                                  |
| Mars Global Surveyor | 1996    | orbiteur                                   | NASA               | Succès                                                 |
| Mars 1996            | 1996    | orbiteur et 2 atterrisseurs                | Roscosmos (Russie) | Échec                                                  |
| Mars Pathfinder      | 1996    | Démonstrateur technologique (atterrisseur) | NASA               | Succès                                                 |
| Nozomi               | 1992    | orbiteur                                   | ISAS (Japon)       | Échec                                                  |
| Mars Climate Orbiter | 1999    | orbiteur                                   | NASA               | Échec                                                  |
| Mars Polar Lander    | 1999    | atterrisseur                               | NASA               | Échec                                                  |

### Mars 96(novembre 1996)
Toujours en quête d'un succès franc et massif, les Russes mettent au point une mission qui doit faire date dans l'exploration de la planète rouge. En collaboration avec l’Union européenne et les États-Unis, ils conçoivent une sonde de 6 180 kilogrammes composée d’un satellite d’observation, de deux modules d’atterrissage et de deux pénétrateurs. Mars 96 est lancé le 16 novembre 1996, il est l'engin le mieux équipé jamais lancé par l’homme[non neutre]. Mais une défaillance de son lanceur, une fusée Proton, cause sa perte le lendemain du décollage. La mission est un nouvel échec pour la Russie.

### Mars PathfinderetSojourner(1996)
| Mission                     | Lancement | Eau ? | Habitabilité ? | Vie ? |
| --------------------------- | --------- | ----- | -------------- | ----- |
| Mars Global Surveyor        | 1996      | X     |                |       |
| Mars Pathfinder             | 1996      | X     |                |       |
| 2001 Mars Odyssey           | 2001      | X     |                |       |
| Mars Express                | 2003      | X     |                |       |
| MER (Spirit)                | 2003      | X     |                |       |
| MER (Opportunity)           | 2003      | X     |                |       |
| Mars Reconnaissance Orbiter | 2005      | X     |                |       |
| Phoenix                     | 2007      | X     | X              |       |
| MSL (Curiosity)             | 2011      | X     | X              | X     |
| MAVEN                       | 2013      | X     | X              | X     |
| ExoMars Trace Gas Orbiter   | 2016      |       | X              | X     |
| InSight                     | 2018      |       | X              | X     |
| Mars 2020                   | 2020      |       | X              | X     |
| Rover ExoMars               | 2022      |       | X              | X     |

La première sonde du programme « Better, faster, cheaper » (en français : « mieux, plus vite, moins cher »), lancée le 4 décembre 1996, est l’atterrisseur Mars Pathfinder. qui se pose sur le sol martien (très exactement dans la région d’Ares Vallis), le 4 juillet 1997, plus de vingt ans après les Viking. Il libère le premier robot mobile, Sojourner, qui explore les environs immédiats, parcourant une centaine de mètres jusqu'à l'arrêt des transmissions le 27 septembre 1997.

### Mars Global Surveyor(1996)
Lancé le 7 novembre 1996, soit un mois avant Mars Pathfinder, Mars Global Surveyor arrive autour de Mars deux mois après lui, le 11 septembre 1997. Pendant neuf ans, l’orbiteur étudie l'ensemble de la surface de Mars, son atmosphère et sa structure interne et nous renvoie plus de données sur la planète que toutes les autres missions réunies. Parmi les découvertes importantes, il révèle la présence de dépôts sédimentaires et d’hématites dans la région de Meridiani Planum, apportant ainsi deux preuves supplémentaires de la présence d’eau liquide dans un passé lointain. Il découvre également un champ magnétique fossile, dont la structure pourrait traduire une ancienne tectonique des plaques. Enfin, il permet de mieux comprendre le cycle de l’eau et produit une carte topographique globale, d'où son nom.

### Autres sondes américaines (1998 et 1999)
Fin 1998/début 1999, la NASA lance deux nouvelles sondes, Mars Climate Orbiter et Mars Polar Lander. Toutes les deux sont victimes de défaillances à trois mois d'intervalle avant d’avoir débuté la partie scientifique de leur mission. Face à cette série de défaillances, visiblement liées à sa nouvelle doctrine, la NASA suspend toutes les missions futures de son programme d'exploration martienne, notamment les sondes Mars Surveyor 2001 en voie d'achèvement.

### Nozomi(1998)
L'année 1998 marque l’entrée du Japon dans l’exploration interplanétaire. L’objectif est de placer une sonde en orbite autour de Mars afin d’étudier les interactions de son atmosphère avec le vent solaire. Nozomi est lancée le 3 juillet 1998. Rapidement victime d'une série d'incidents, dont une panne de son propulseur, elle doit repousser son rendez-vous avec Mars de 1999 à 2004. En 2002, alors qu'elle s'est placée en orbite héliocentrique et profite de l'assistance gravitationnelle de la Terre, la sonde est victime d'une forte éruption solaire qui met à mal ses circuits électriques, faisant craindre le pire. En effet, n'ayant pas été conçue pour atterrir sur Mars, Nozomi n'a pas subi la décontamination recommandée par le COSPAR. Si elle venait à s'écraser sur la planète, les effets pourraient donc être catastrophiques. Face à l'inquiétude de la communauté scientifique, elle rate volontairement son objectif et passe à 1 000 kilomètres de la planète rouge le 14 décembre 2003.

Sondes spatiales des années 1990
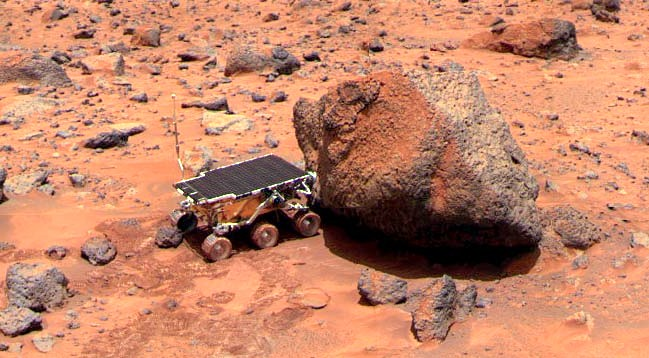
Photo du premier robot mobile, Sojourner, à la surface de Mars.
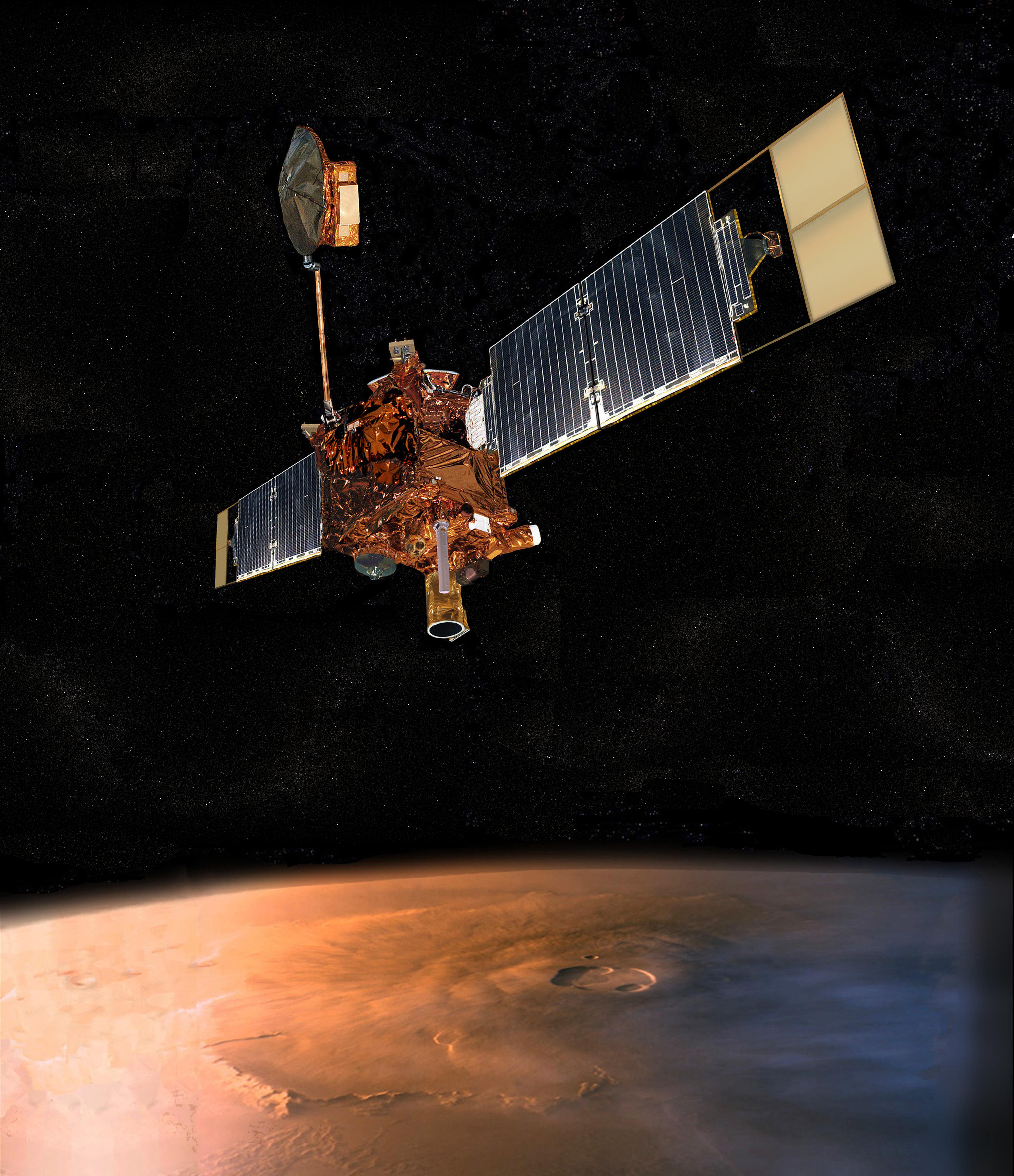
Mars Global Surveyor (vue d'artiste).

### Projets avortés: le retour d'échantillon et le réseau martien
Un des objectifs majeurs des planétologues spécialistes de Mars est de pouvoir analyser un échantillon du sol martien dans des laboratoires sur Terre. En 1988, un projet de retour d'échantillon est élaboré mais son coût, évalué à l'époque à sept milliards de dollars américains, est jugé beaucoup trop élevé par les décideurs.
Au cours des années 1990, le projet de retour d'échantillon est réactivé par la NASA en partenariat avec le CNES : le scénario est élaboré en s'appuyant sur la « doctrine » des missions à bas coûts (« better, faster, cheaper », en français : « mieux, plus vite, moins cher ») promulguée par l'administrateur de la NASA de l'époque Daniel Goldin. Mais l'échec des deux missions martiennes de 1999, Mars Polar Lander et Mars Climate Orbiter, produits de cette politique, ainsi qu'une approche plus réaliste des coûts mettent fin au projet de retour d'échantillon au début des années 2000. La communauté scientifique poursuivait un autre objectif majeur consistant à mettre en place un réseau géophysique constitué de stations automatiques statiques disposées à la surface de Mars chargées de collecter des données météorologiques, sismologiques et géologiques. Au cours des années 1990, plusieurs projets (MarsNet, InterMarsNet) sont élaborés dans le cadre d'une coopération internationale pour mettre sur pied ce réseau de stations mais tous échouent pour des raisons financières.

## Années 2000

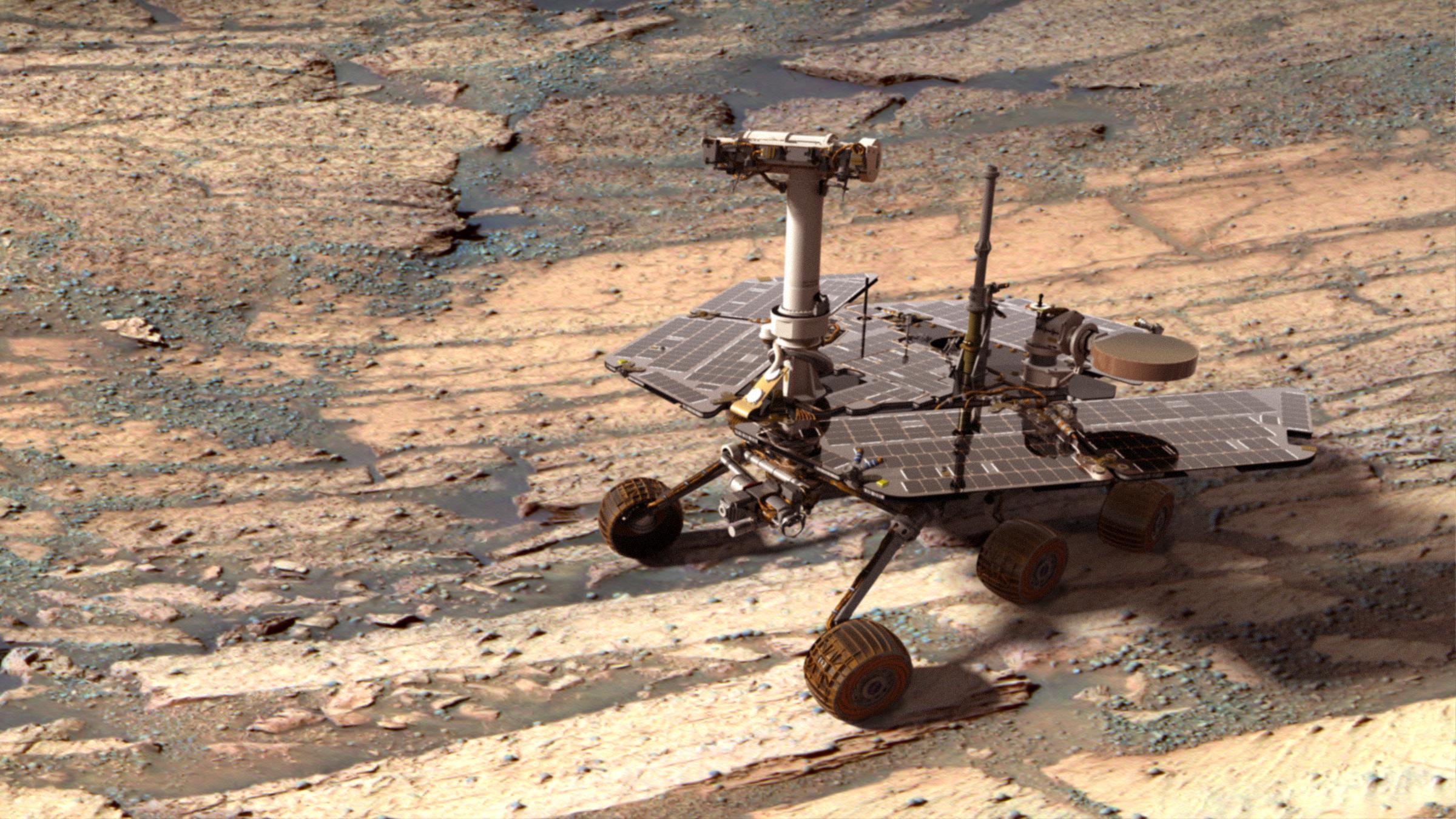
Montage représentant le robot Opportunity dans le cratère Endurance.

Au début des années 2000, les projets martiens d'envergure ne sont plus à l'ordre du jour au sein de la NASA comme dans le cadre d'une coopération internationale, faute d'appuis financiers. Néanmoins, pas moins de cinq sondes, dont une européenne, sont lancées vers Mars. Toutes ont pour objectif principal l'étude de l'eau au cours de l'histoire géologique de la planète rouge. À la différence de la décennie précédente où de nombreux échecs avaient été enregistrés, celle-ci est marquée par la réussite. L'agence spatiale américaine, en particulier, développe les rovers Mars Exploration Rover (MER) aux capacités qui s'annonçaient limitées mais qui se révèlent en réalité étonnantes. Le rover Opportunity a notamment survécu 15 ans à la surface de Mars, jusqu'en juin 2018.

### Orbiteur2001Mars Odyssey(2001)
En 2001, la NASA renoue toutefois avec le succès grâce à l'orbiteur 2001 Mars Odyssey, rescapé du programme « better, faster, cheaper » (« mieux, plus vite, moins cher ») et qui a des caractéristiques très proches de Mars Climate Orbiter. Lancé le 7 avril 2001 et d'une masse de 725 kg, il atteint Mars le 24 octobre 2001. Ses objectifs principaux sont de dresser une carte de la distribution des minéraux et des éléments chimiques à la surface de Mars et de détecter la présence éventuelle d'eau à l'aide de ses trois instruments scientifiques hérités en partie de la mission Mars Observer. Ceux-ci mettent effectivement en évidence de grandes quantités de glace stockées sous les deux pôles et détectent une présence particulièrement importante de potassium. Le spectromètre imageur THEMIS établit une carte globale de Mars en lumière visible et en infrarouge et détecte de grandes concentrations d'olivine qui prouvent que la période sèche que connait Mars a débuté il y a très longtemps. Enfin, les données fournies sont utilisées pour sélectionner les sites d'atterrissages des rovers Mars Exploration Rover (MER). La sonde, dont la mission a été prolongée à plusieurs reprises, est mise en mode de survie en 2012, par suite d'une légère anomalie, puis remise en service. Elle reste opérationnelle en 2016, quinze ans après son lancement, servant notamment de relais de télécommunications entre la Terre et les engins actifs au sol, tels que les rovers MER et Mars Science Laboratory (MSL, ou Curiosity).

### OrbiteurMars Expresset atterrisseurBeagle 2(2003)

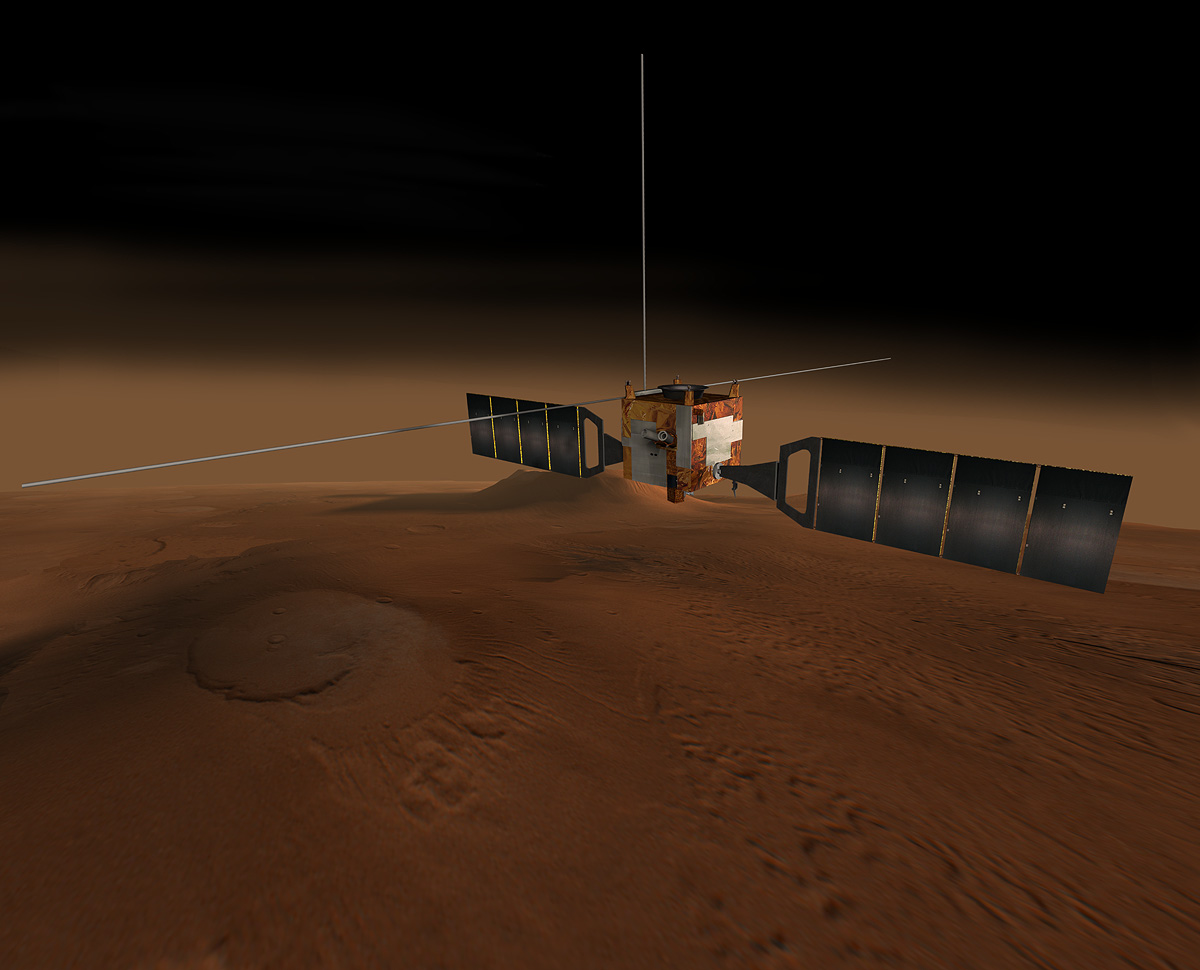
Vue d'artiste de Mars Express.

À la suite de l'échec de la sonde russe Mars 96, l'Agence spatiale européenne (ESA) décide de reprendre une partie des objectifs de sa mission : recherche de traces d'eau et de vie (passée ou présente), cartographie, étude de la composition de l'atmosphère. Le Modèle:Date 2 juin 2003, la sonde est lancée du cosmodrome de Baïkonour. La charge utile comprend deux parties : un orbiteur, Mars Express, et un atterrisseur, Beagle 2, qui possède un perforateur, un petit spectromètre de masse et d'autres appareillages placés sur un bras robotisé. La sonde se met autour de Mars le 25 décembre 2003, recueille un grand nombre de données : elle fournit des images tridimensionnelles du relief, découvre de grandes quantités de glace d'eau à proximité du pôle sud, met en évidence la présence d'argile, un minéral essentiel dans la problématique de l'eau sur Mars et confirme la présence de méthane dans l'atmosphère, relançant ainsi l'espoir de découvrir un jour une forme de vie sur la « planète rouge ». Il est prévu que sa mission s'achève fin 2016. L'atterrisseur, en revanche, a une vie plus brève : le 6 février 2004, après avoir été largué comme prévu, il rompt ses communications avant d'avoir atteint la surface.

### RoversMER(2003)
Lors de la fenêtre de tir suivante en 2003, l'agence spatiale américaine lance les deux missions Mars Exploration Rover : chacune emporte un astromobile (rover) ayant pour objectif d’étudier la géologie de la planète Mars et en particulier le rôle joué par l’eau dans l’histoire de la planète. Le premier astromobile, Spirit, atterrit en janvier 2004 dans le cratère Gusev, qui pourrait être le lit d'un ancien lac. Le second, Opportunity, se pose peu après dans Meridiani Planum où des hématites, détectées depuis l'orbite par Mars Global Surveyor, pourraient avoir été créées en présence d'eau liquide. Chaque astromobile pèse environ 185 kg et se déplace sur six roues mues par l’énergie électrique fournie par des panneaux solaires. Il est équipé de trois paires de caméras utilisées pour la navigation et de plusieurs instruments scientifiques : une caméra panoramique située sur un mât à 1,5 mètre de hauteur, un outil pour abraser la surface des roches porté par un bras articulé sur lequel se trouvent également un spectromètre à rayons X, un spectromètre Mössbauer et une caméra microscope. Enfin, un spectromètre infrarouge est utilisé pour l’analyse des roches et de l’atmosphère. Les deux robots découvrent plusieurs formations rocheuses qui résultent probablement de l’action de l’eau dans le passé : billes d’hématite grise et silicates. Les rovers ont également permis d’étudier les phénomènes météorologiques, d’observer des nuages et de caractériser les propriétés des couches de l’atmosphère martienne.
Conçus pour ne survivre que 90 jours et parcourir tout au plus 600 mètres, les deux astromobiles démontrent une résistance exceptionnelle : les liaisons avec Spirit cessent en 2009 et celles avec Opportunity, en juin 2018, après avoir parcouru plus de 44 km.

Vue panoramique du cratère Endurance prise par le rover MER Opportunity.

### OrbiteurMars Reconnaissance Orbiter(2005)

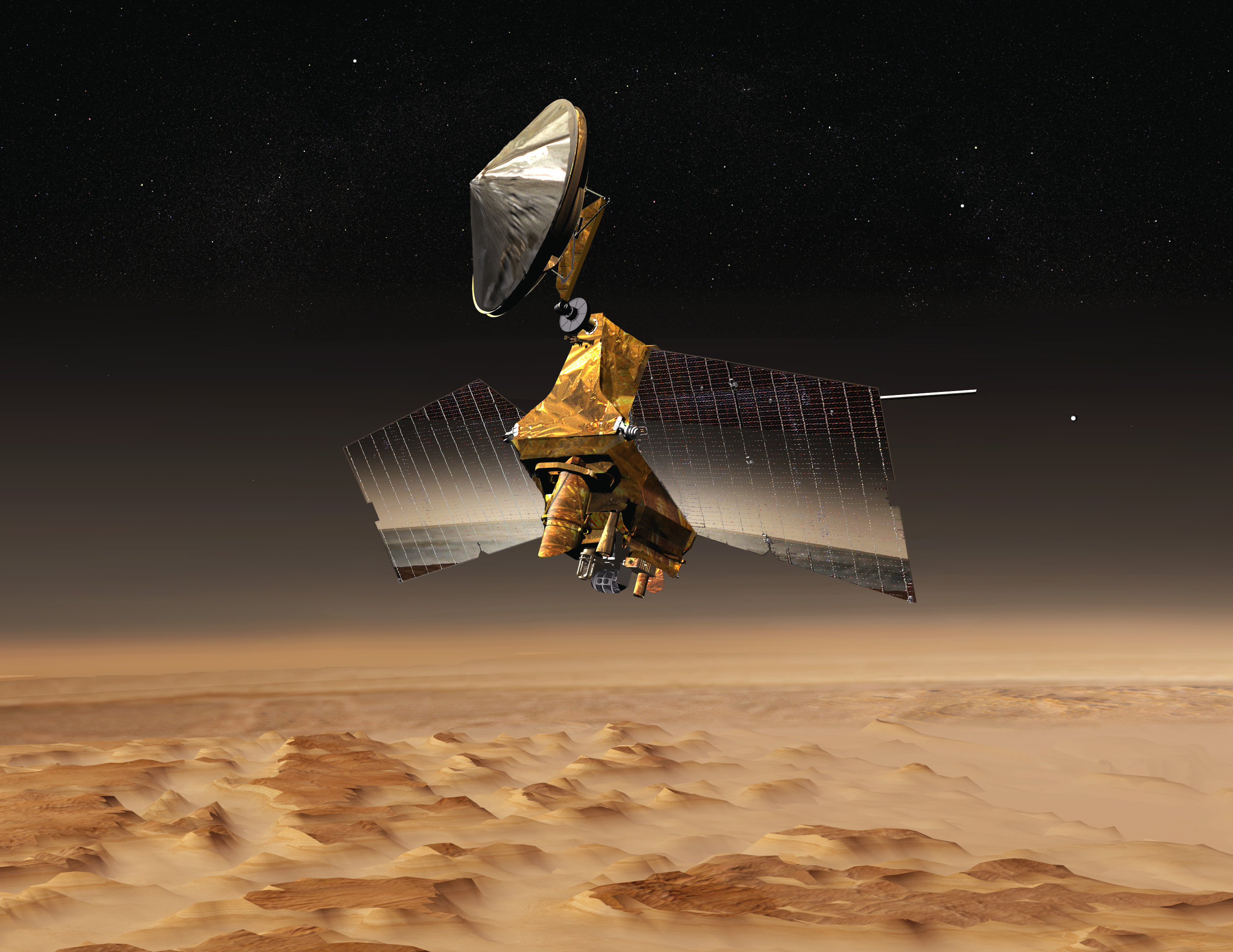
Vue d'artiste de la sonde Mars Reconnaissance Orbiter.

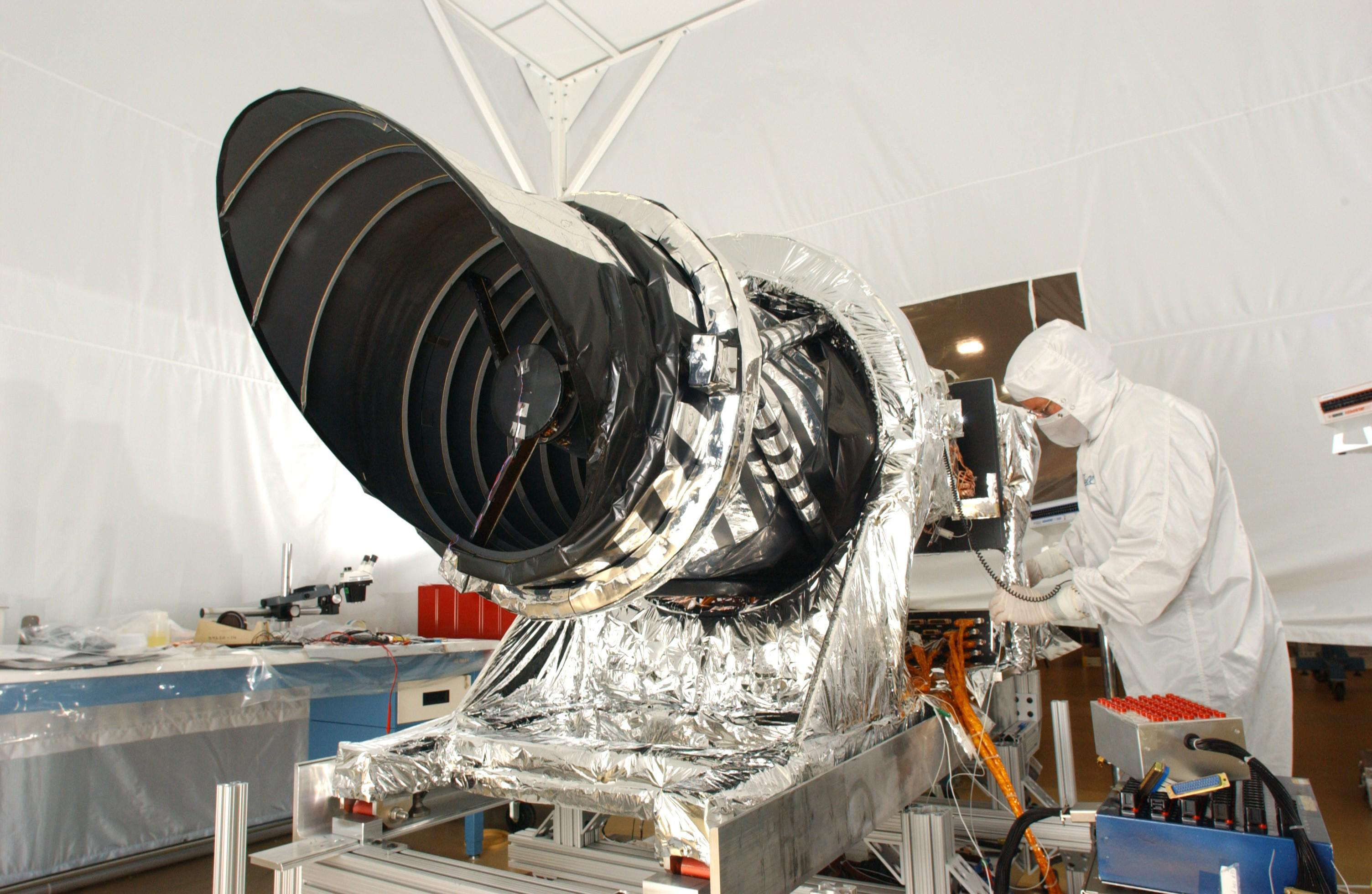
Le télescope HIRISE de MRO.

Lancé le 12 août 2005 et d'une masse de plus de deux tonnes (carburant compris), l'orbiteur Mars Reconnaissance Orbiter (MRO) de la NASA a pour objectif principal de cartographier la surface de Mars de manière très détaillée. L'engin dispose à cet effet d'un télescope associé à une caméra HiRISE permettant d'obtenir des images avec une résolution inégalée de 20 à 30 cm. Il est également équipé d'un spectromètre et d'un radiomètre fonctionnant en lumière visible et infrarouge ainsi que d'un radar permettant de déterminer la composition minéralogique du sol et de rechercher l'eau piégée sous forme de glace. Enfin, MRO est équipé d'un système de télécommunications qui doit lui permettre de transférer des volumes de données très importants vers la Terre et de jouer le rôle de relais pour les données collectées par les atterrisseurs et astromobiles posés à la surface, tels que Mars Science Laboratory. En se plaçant en orbite autour de Mars, MRO prend la suite de Mars Global Surveyor et devient le quatrième satellite artificiel opérationnel en orbite autour de la planète rouge avec la sonde européenne Mars Express, et les deux sondes de la NASA Mars Odyssey et Mars Global Surveyor.

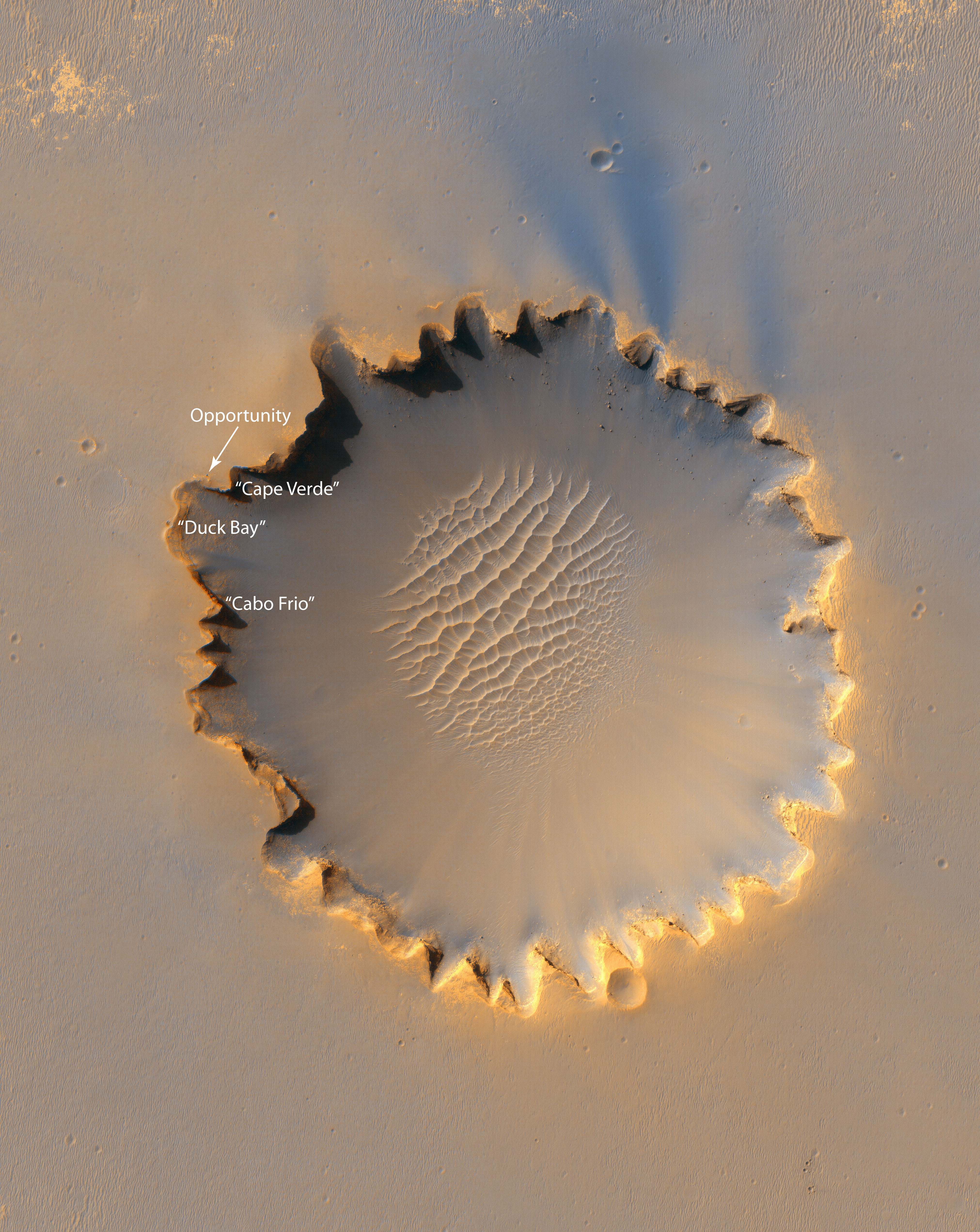
Le cratère Victoria et le rover Opportunity.
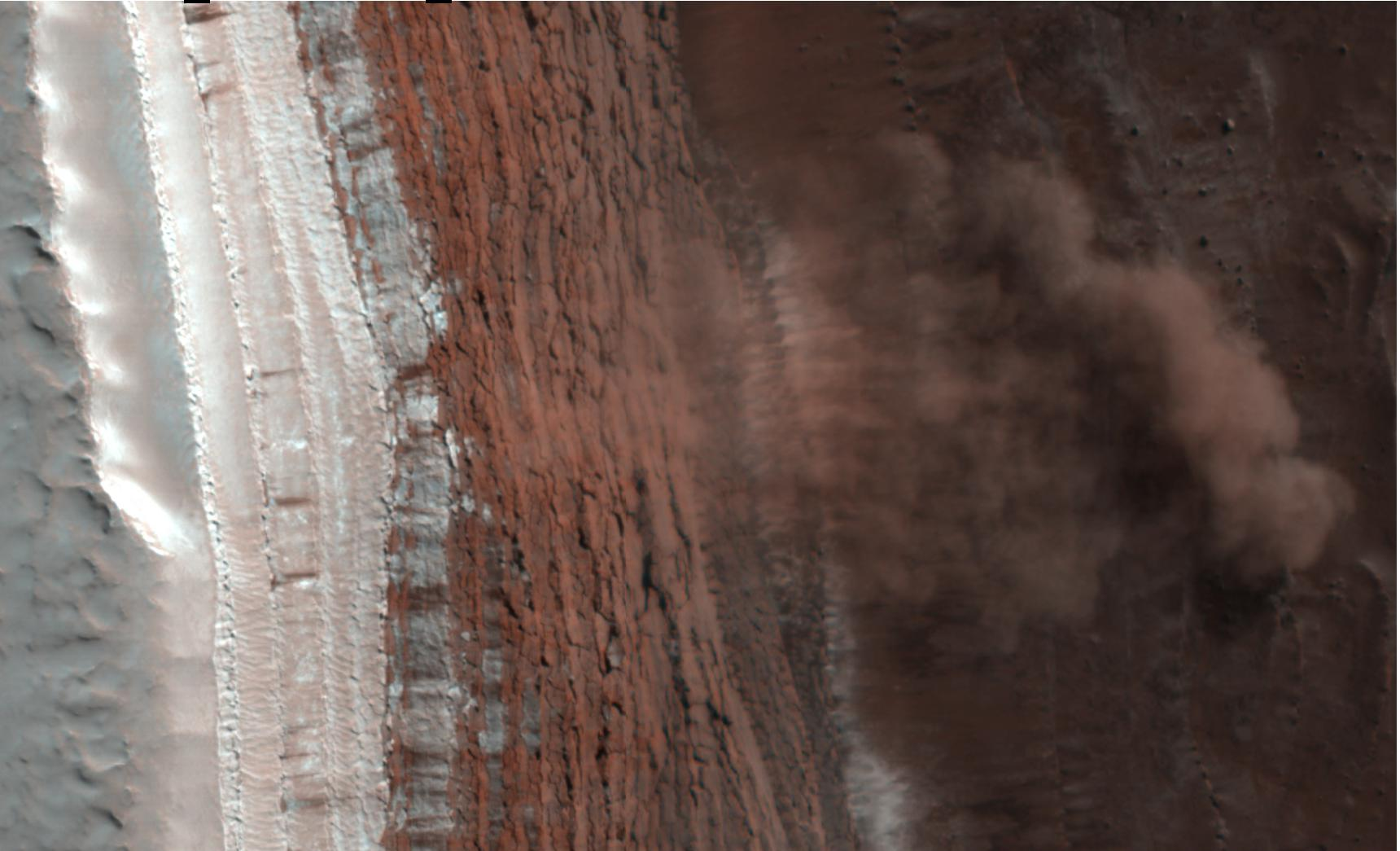
Une avalanche photographiée par MRO.
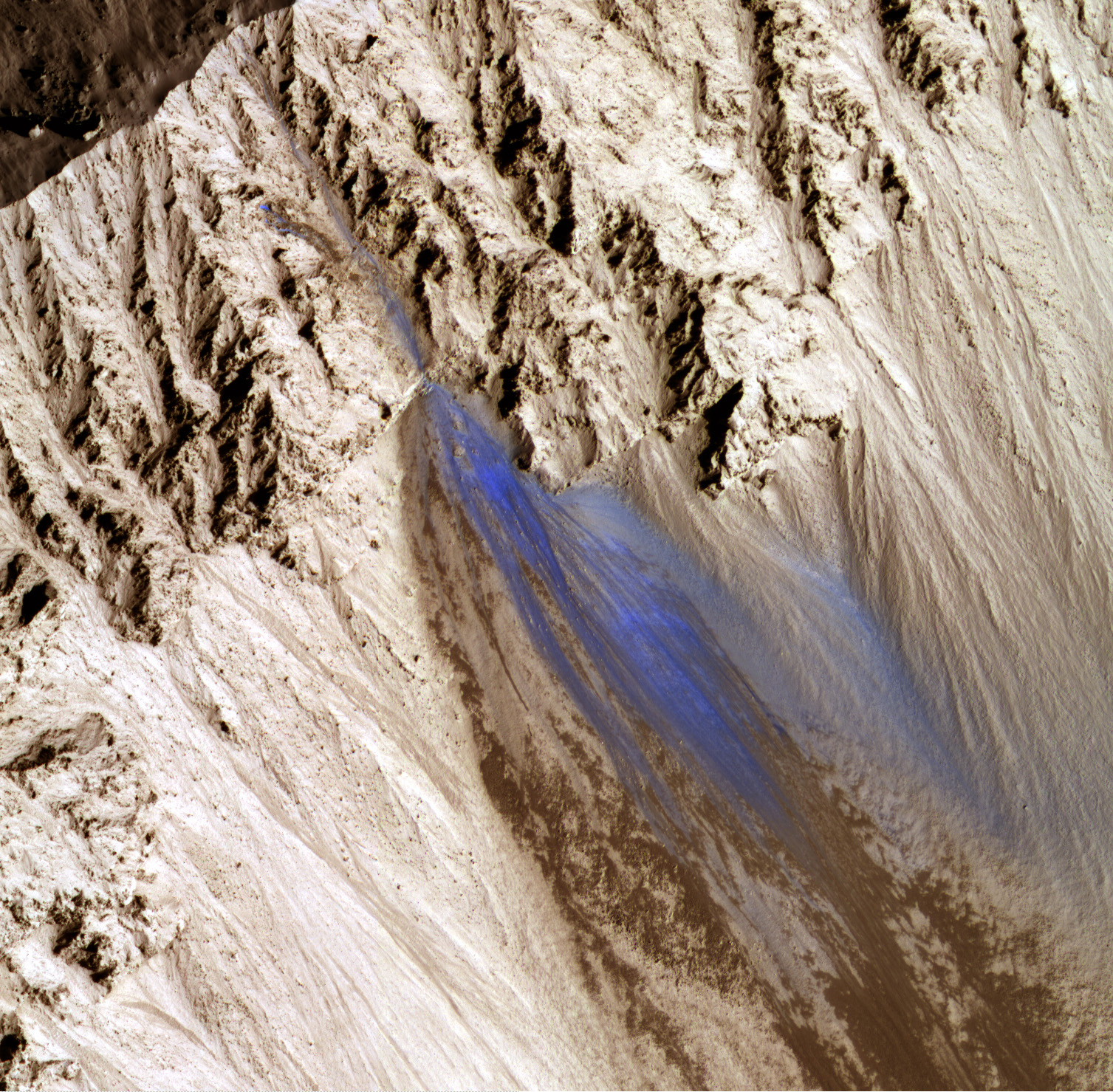
Glissement de terrain en fausses couleurs.
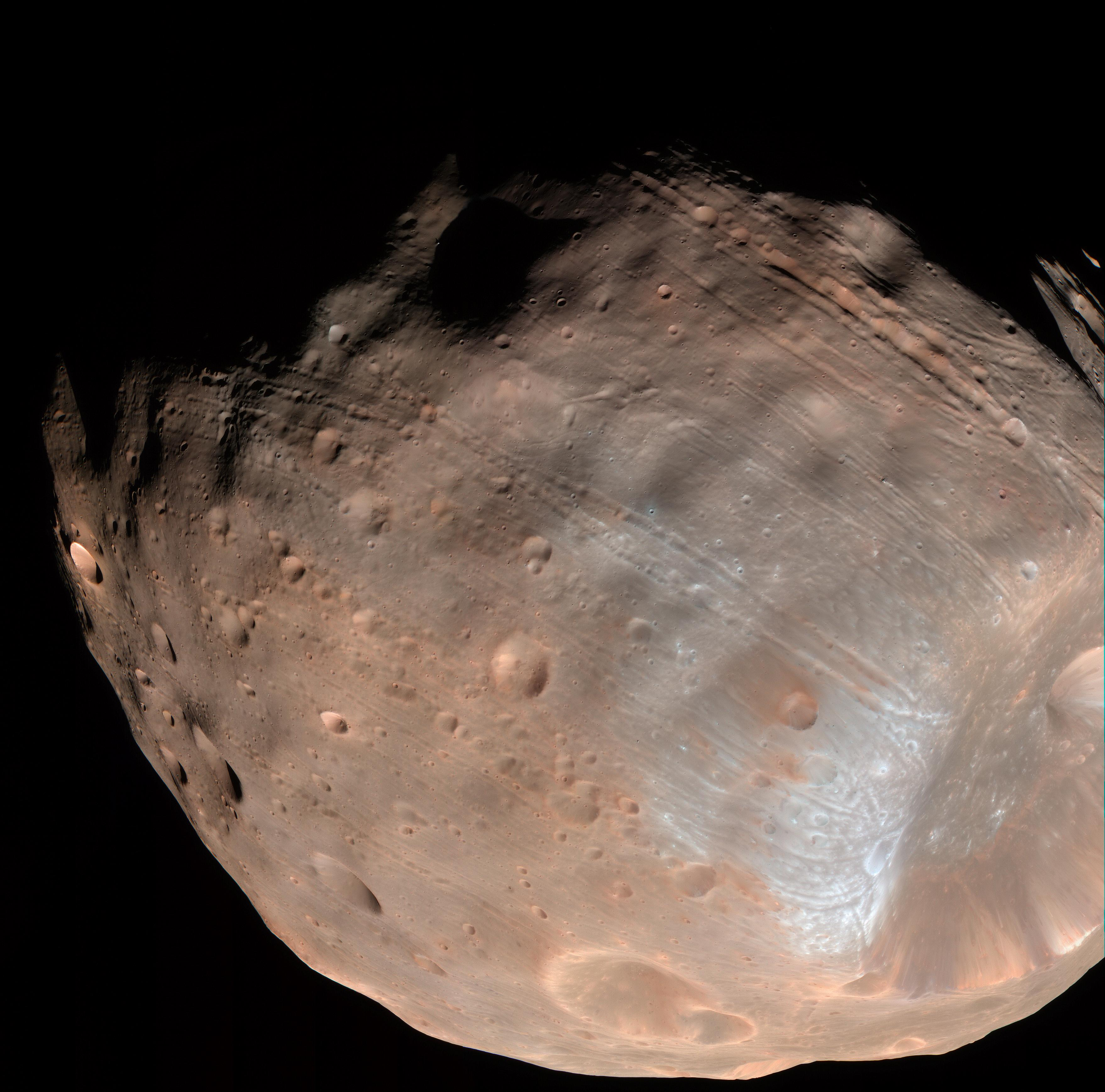
La lune Phobos photographiée par MRO.
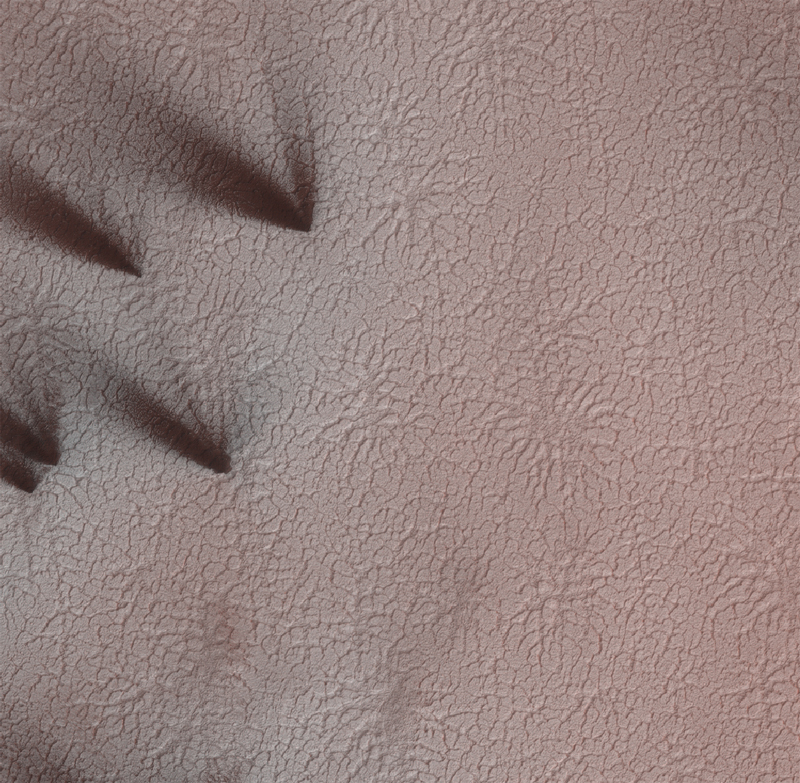
Calotte du pôle sud : la glace d'eau échauffée par le Soleil traverse la couche de dioxyde de carbone.

### AtterrisseurPhoenix(2007)

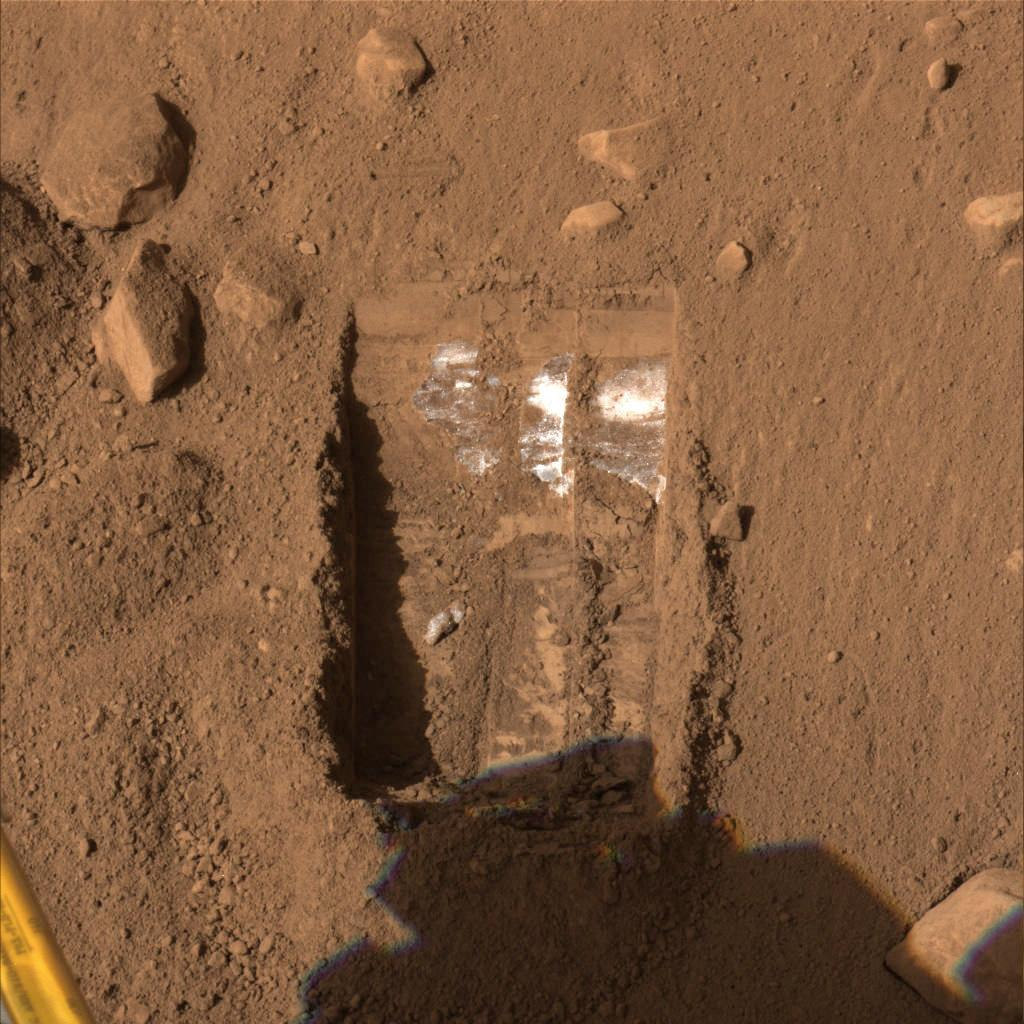
La pelle de Phoenix a fait apparaitre de la glace d'eau en creusant une tranchée.

L'atterrisseur Phoenix est lancé le 4 août 2007. Comme 2001 Mars Odyssey, il provient d'un rescapé du programme « better, faster, cheaper », Mars Surveyor 2001, rééquipé en partie avec des instruments récents. Il se pose à la surface de Mars le 25 mai 2008, à proximité de la calotte polaire Nord, dans la région de Vastitas Borealis, où d'importants stocks de glace ont été détectés juste au-dessous de la surface. L'objectif de la mission est l'étude de l'eau liquide à la surface dans un passé récent ainsi que l'observation du climat de la planète. Les instruments de Phoenix confirment la présence de glace d'eau sur le site et fournissent des informations détaillées sur la composition du sol et la météorologie locale. Comme cela était envisagé, la sonde ne survit pas à son premier hiver martien.

## Années 2010

### SondePhobos-Grunt(2011)
Phobos-Grunt, lancé fin 2011, devait marquer, dans le domaine de l'exploration du Système solaire, le retour de la Russie héritière du programme spatial de l'Union soviétique après un hiatus de 15 ans. L'objectif de la mission est d'étudier la lune Phobos après s'être posé sur son sol et de ramener sur Terre un échantillon de son sol. La sonde emporte une vingtaine d'instruments scientifiques, dont certains développés par l'Allemagne, la France, l'Italie et la Suisse. Elle emporte également le petit orbiteur chinois Yinghuo 1, qui devait être placé en orbite autour de Mars pour étudier les interactions entre l'atmosphère de la planète et le vent solaire. Mais la sonde spatiale une fois en orbite terrestre ne parvient pas à rejoindre son orbite de transit vers Mars et est détruite en rentrant dans l'atmosphère terrestre en mars 2012.

### Mars Science LaboratoryastromobileCuriosity(2011)

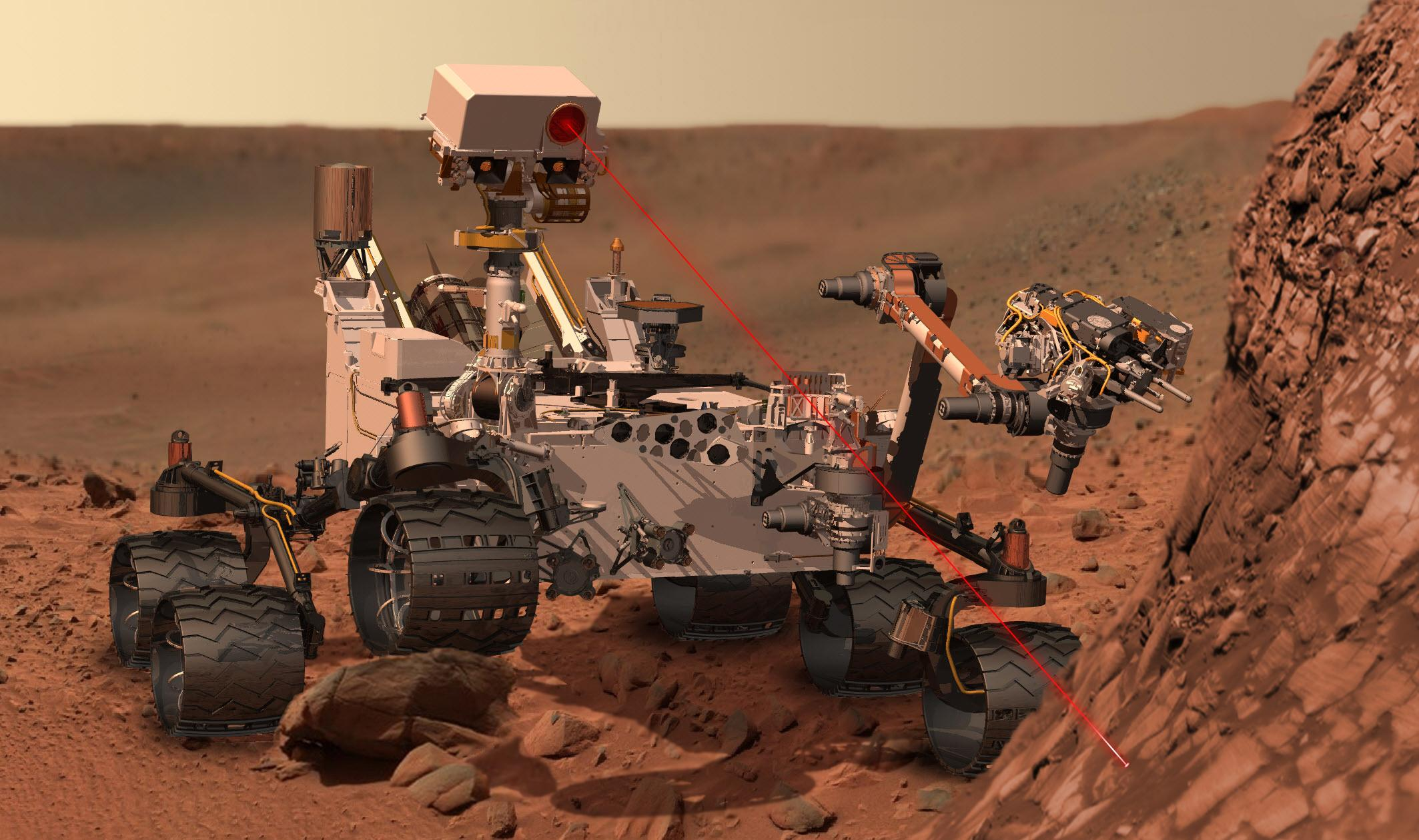
Le rover utilise le laser de ChemCam pour analyser à distance la composition d'une roche (vue d'artiste).

Au début des années 2000, la NASA demande au Mars Science Program Synthesis Group, groupe de travail représentant la communauté scientifique internationale, d'identifier les orientations à donner à l'exploration martienne pour la décennie 2010-2020. Le résultat de ces travaux est publié en 2003. La recherche de l'eau qui avait servi de fil conducteur aux missions des années 1990 est remplacée par celle des composants permettant l'apparition de la vie. Quatre priorités ont été fixées :
1. S'il est prouvé que Mars a connu une période chaude et humide, analyser les couches de sédiments et rechercher la présence de signes du vivant dans le passé de Mars ;
2. Si des indices d'activités hydrothermales actuelles ou passées sont identifiés, explorer les sites en recherchant des signes de vie présente ou passée ;
3. S'il existe des indices de présence de vie sur Mars et si un soutien politique existe, lancer une mission de retour d'échantillon s'appuyant sur un rover pour la collecte du sol ;
4. S'il s'avère que Mars n'a pas connu de période chaude et humide, étudier l'histoire des gaz volatils sur Mars, déterminer les conditions régnant initialement sur Mars et l'évolution qu'a connue la planète afin d'aboutir à une compréhension globale des évolutions de Mars, Vénus et de la Terre.

La décision de lancer le développement du rover lourd et polyvalent Mars Science Laboratory est prise en 2003 et découle directement de ces travaux. Son instrumentation lui permet d'étudier la chimie du carbone sur Mars, de fournir des données dépourvues d’ambiguïté sur la géologie martienne et d'analyser les dépôts hydrothermaux, c'est-à-dire de constituer un instrument adapté pour trois des axes de recherche envisagés. La précision de son atterrissage (marge d'erreur de moins de 20 km) et son autonomie garantie (au moins 20 km) permettent pour la première fois, dans une mission impliquant d'atterrir à la surface de Mars, de cibler les sites martiens les plus intéressants, caractérisés généralement par la présence de reliefs tourmentés et/ou une surface peu étendue,. Compte tenu de son coût, Mars Science Laboratory est rattaché au programme Flagship, qui regroupe les missions interplanétaires les plus ambitieuses de la NASA dont le budget peut atteindre plusieurs milliards de dollars et qui sont lancées tous les dix ans environ.
MSL est lancé le 26 novembre 2011 et son astromobile Curiosity est déposé en douceur à la surface de Mars le 6 août 2012, pour une mission d'une durée initiale fixée à une année martienne (deux années terrestres). Grâce au recours à une série d'innovations dont la principale porte sur une descente hypersonique pilotée, la précision de l'atterrissage permet de poser le rover dans le cratère Gale site d'accès beaucoup plus difficile mais aux caractéristiques particulièrement intéressantes par sa palette de terrains géologiques dont certains pourraient avoir été favorables à la vie. L'engin est cinq fois plus lourd que ses prédécesseurs, les Mars Exploration Rovers (MER), ce qui lui permet d'emporter 75 kg de matériel scientifique, dont deux mini-laboratoires permettant d'analyser les composants organiques et minéraux ainsi qu'un système d'identification à distance de la composition des roches reposant sur l'action d'un laser. Les laboratoires embarqués sont alimentés par un système sophistiqué de prélèvement et de conditionnement d'échantillons comprenant une foreuse.
Après une phase d'approche de 9 km qui dure deux ans (jusqu'en septembre 2014) et comprend quatre arrêts prolongés pour des études géologiques approfondies — Yellowknife Bay, Darwin, Cooperstown, Kimberley — le rover entame l’ascension du mont Sharp, qui est l'objectif principal de la mission. En 2016, malgré des problèmes affectant ses roues et sa foreuse, il confirme l'intérêt du site en fournissant de nombreuses et précieuses informations sur l'histoire de Mars.

### OrbiteurMAVEN(2013)
En orbite elliptique depuis le 21 septembre 2014, l'objectif de MAVEN, sonde de 2,5 tonnes, est de déterminer les mécanismes à l'origine de la disparition de l’atmosphère, notamment d'étudier les interactions entre l'atmosphère résiduelle et le vent solaire. Les instruments embarqués permettent en particulier d'étudier les caractéristiques de la partie supérieure de l’atmosphère de la planète, qui est exposée au bombardement solaire. En évaluant la vitesse d'échappement actuelle des atomes dans l'espace ainsi que les proportions d'isotopes stables présents dans l'atmosphère, les scientifiques espèrent pouvoir reconstituer l'évolution historique de l'atmosphère martienne.

### OrbiteurMars Orbiter Mission(2013)

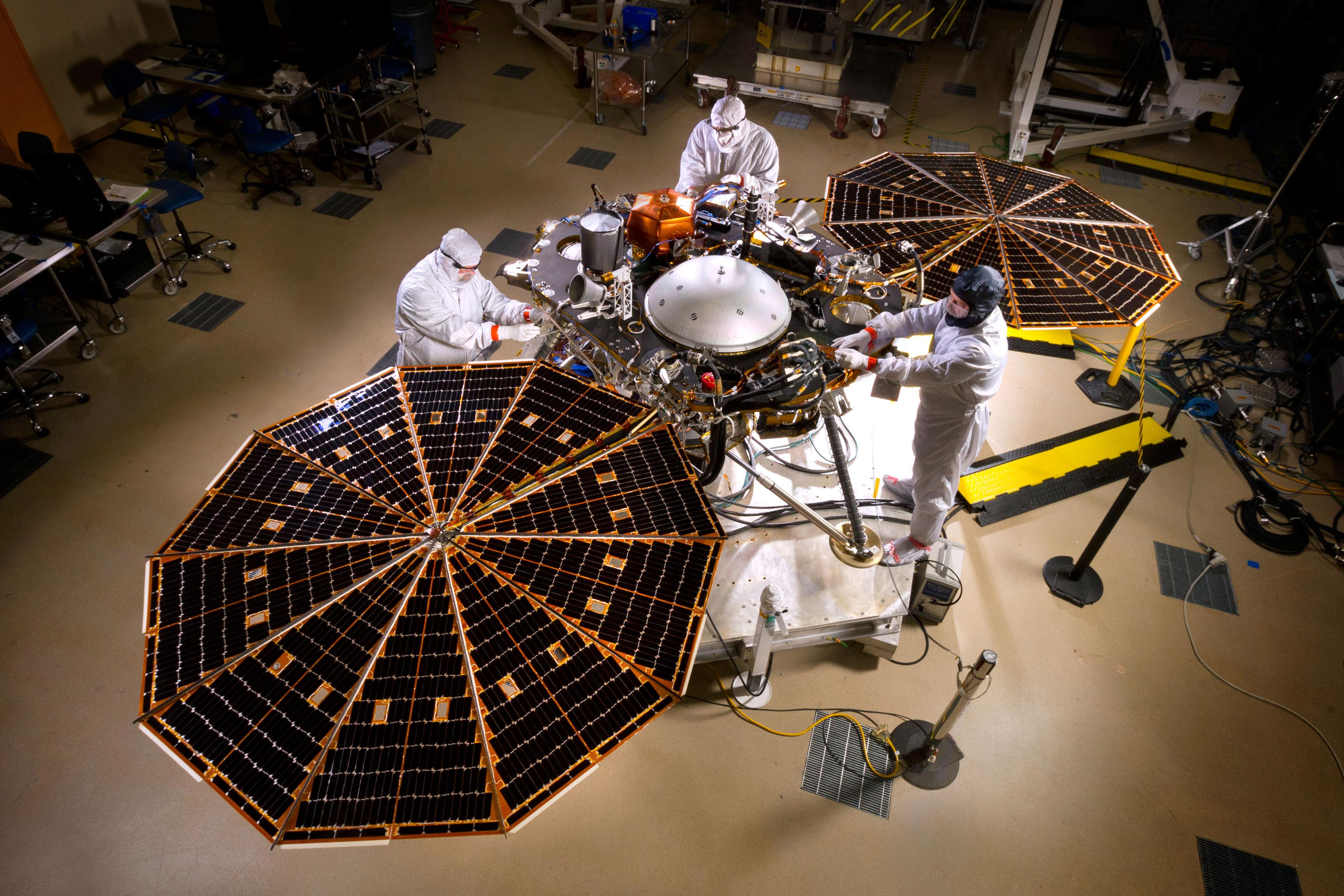
Le module d'InSight, qui s'est posé sur Mars, en cours d'assemblage avec ses panneaux solaires déployés.

Mars Orbiter Mission s'est placé en orbite autour de Mars trois jours après MAVEN, le 24 septembre 2014. Cet engin de 1,3 tonne est le premier envoyé par l'Inde vers la planète rouge. Selon l'agence spatiale indienne, la mission MOM entend avant tout démontrer que l'ISRO est capable de développer un engin pouvant s'échapper de l'orbite terrestre, de réaliser un transit de 300 jours vers Mars, de s'insérer en orbite autour de la planète et d'y conduire des opérations. Il s'agit donc de prouver la capacité de l'Inde dans les domaines de la navigation spatiale, des télécommunications longue distance et de la mise au point des automatismes nécessaires. L'objectif scientifique (détecter les traces de méthane et rechercher les vestiges de la présence d'eau à la surface), de toute façon limité par la charge utile réduite, est secondaire.

### OrbiteurExoMars TGOet atterrisseurExoMars EDM(2016)
ExoMars TGO est un orbiteur de l'Agence spatiale européenne développé avec une participation importante de l'agence spatiale russe Roscosmos. Lancé le 14 mars 2016 par une fusée Proton et d'une masse de 4,3 tonnes, il doit étudier l'atmosphère martienne dès sa mise en orbite, en octobre, puis servir de relais de télécommunications entre la Terre et les engins européens du programme Exomars qui se poseront ultérieurement sur le sol. L'instrumentation scientifique est en partie fournie par la Russie.
L'engin emporte également l'atterrisseur européen Schiaparelli ou ExoMars EDM (EDM pour Entry, Descent and landing demonstrator Module), d'une masse de 600 kg et chargé de roder les techniques d'atterrissage sur Mars. Il devait se poser non loin du rover américain Opportunity, mais s'écrase sur le sol martien. Opportunity a tenté de le photographier, sans résultat,, mais l'orbiteur de la NASA Mars Reconnaissance Orbiter parvient à photographier les traces de l'impact à quelques kilomètres du centre de la zone d'atterrissage prévue

### AtterrisseurInSight(2018)
InSight, dont le lancement a eu lieu le 5 mai 2018, est un atterrisseur fixe qui emporte deux instruments scientifiques et qui doit se poser sur le sol martien à proximité de l'équateur : un sismomètre et un capteur de flux de chaleur qui doit être enfoncé jusqu'à une profondeur de cinq mètres sous la surface du sol. Tous deux doivent fournir des données qui contribueront à mieux connaitre la structure et la composition interne de la planète, un des aspects de la planète qui n'a jusqu'à présent été étudié par aucun des engins qui se sont posés sur Mars. L'objectif scientifique de la mission est de reconstituer le processus de formation et d'évolution des planètes rocheuses du Système solaire.

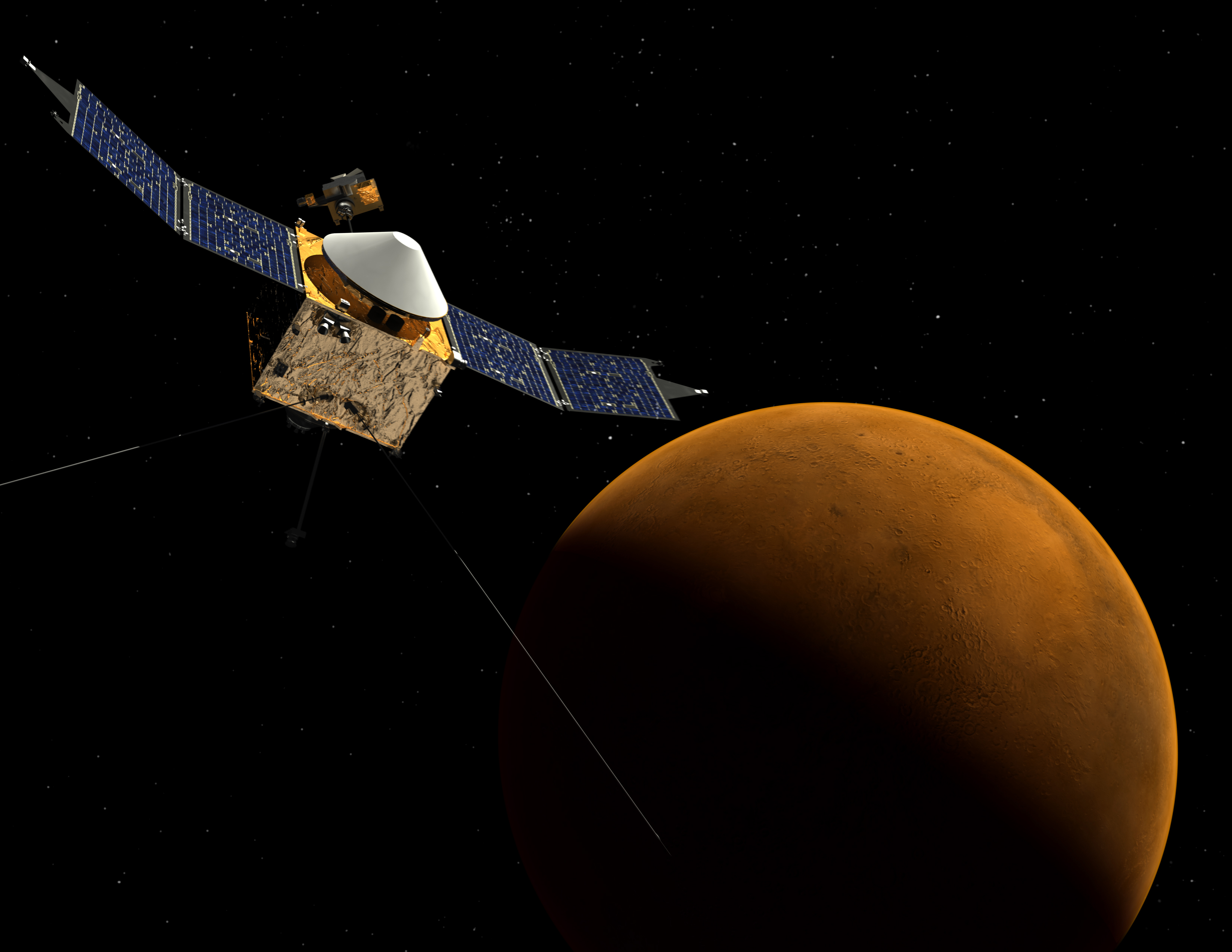
Vue d'artiste de la sonde MAVEN.
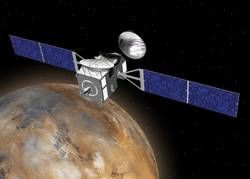
Vue d'artiste d'ExoMars TGO.
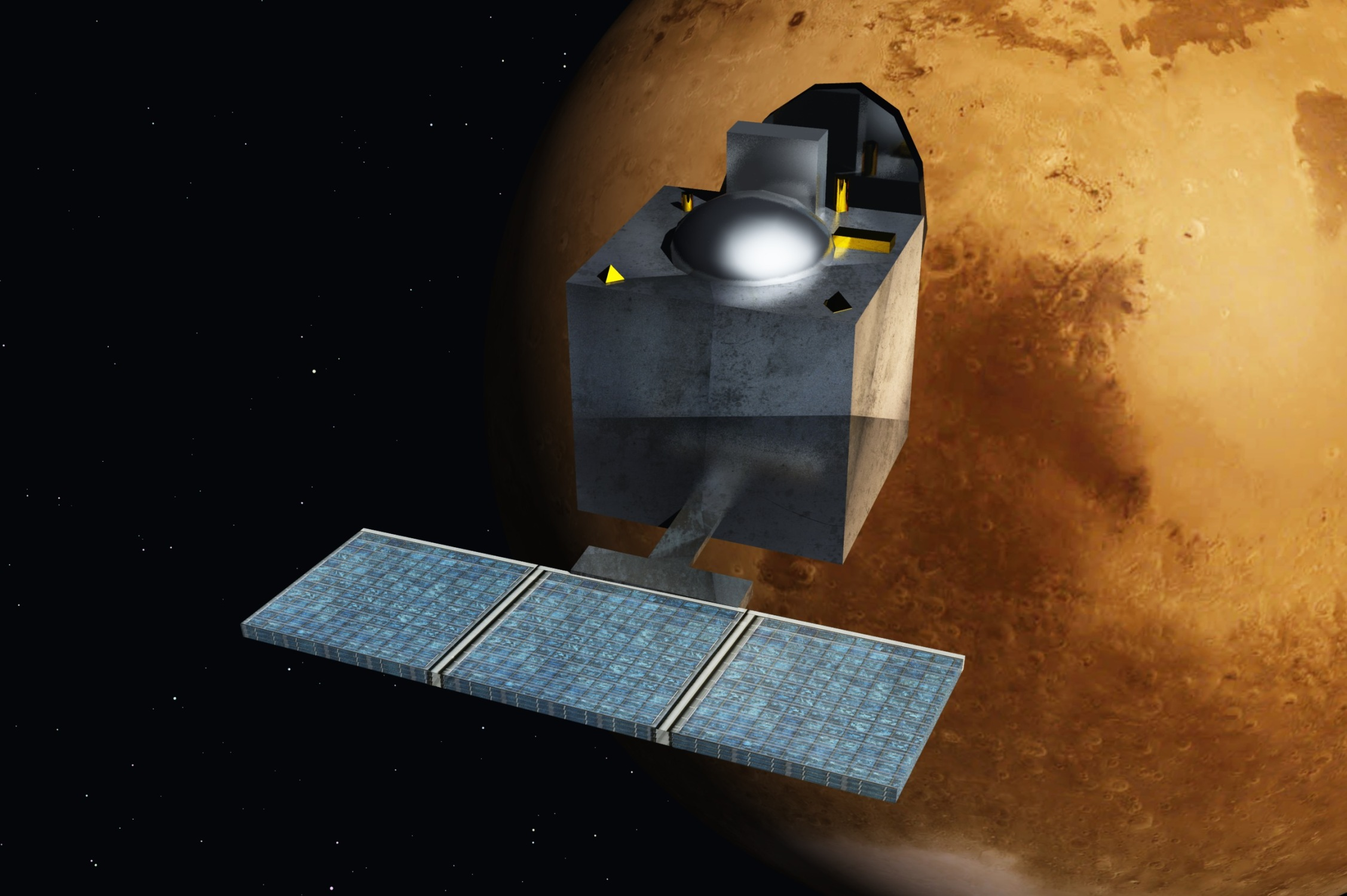
Vue d'artiste de Mars Orbiter Mission.

## Années 2020

### SondeMars 2020(2020)

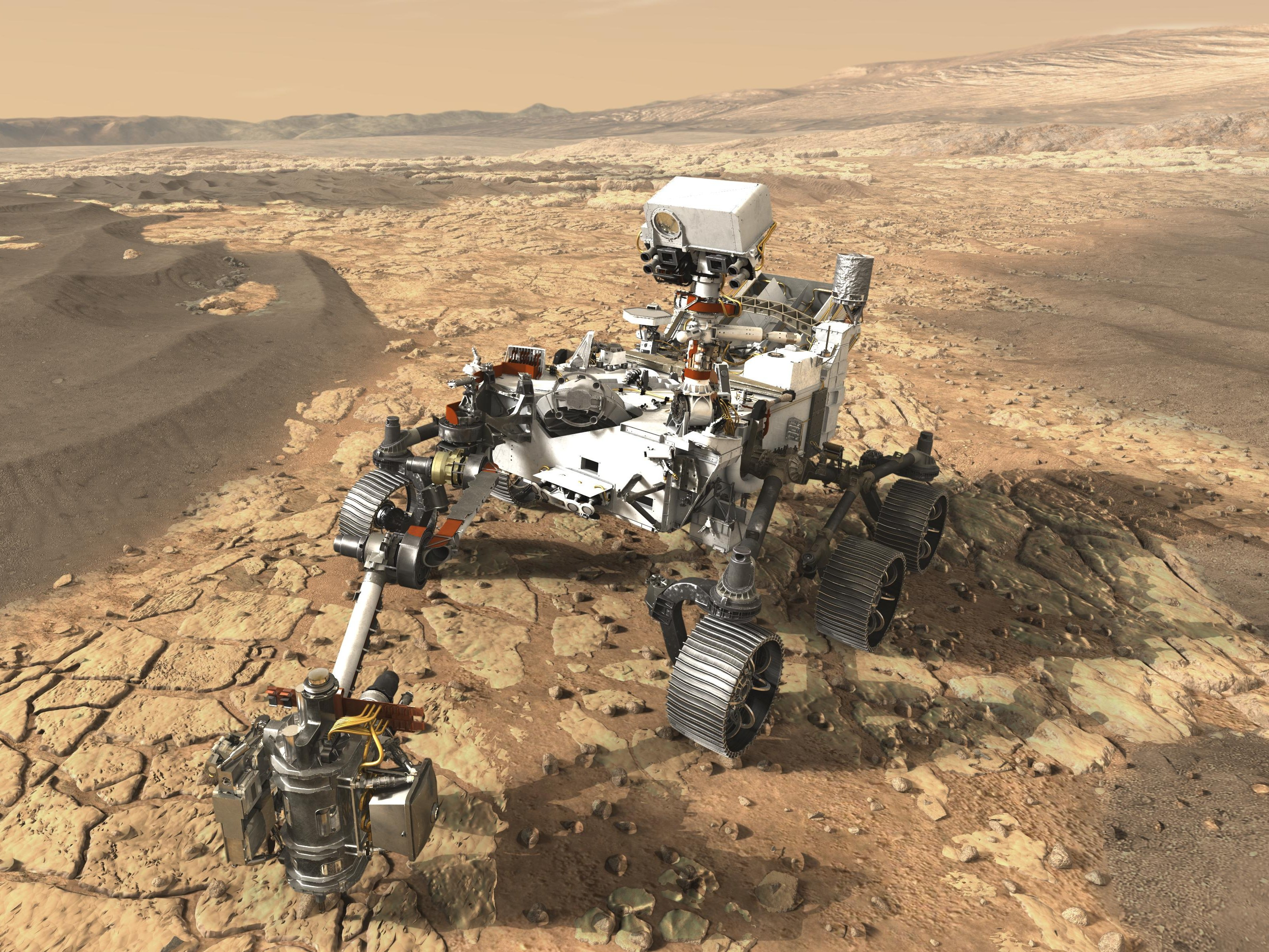
Vue d'artiste du rover Perseverance.

Mars 2020 est un astromobile (en anglais : rover) développé par le centre JPL rattaché à l'agence spatiale américaine. Hormis sa charge utile, l'engin spatial est pratiquement de même conception que la sonde Mars Science Laboratory et de son rover Curiosity qui s'est posé avec succès sur Mars en août 2012. L'un des principaux objectifs assignés à cette nouvelle mission est la collecte d'échantillons du sol martien qui devraient être retournés sur Terre par une mission de retour d'échantillons qui reste à programmer. Le rover nommé Perseverence contient également l'hélicoptère Ingenuity devant valider la possibilité d'un vol dans l'atmosphère martienne. Il s'est posé avec succès le 18 février 2021 et Ingenuity a effectué son premier vol le 19 avril 2021.

### SondeTianwen-1(2020)

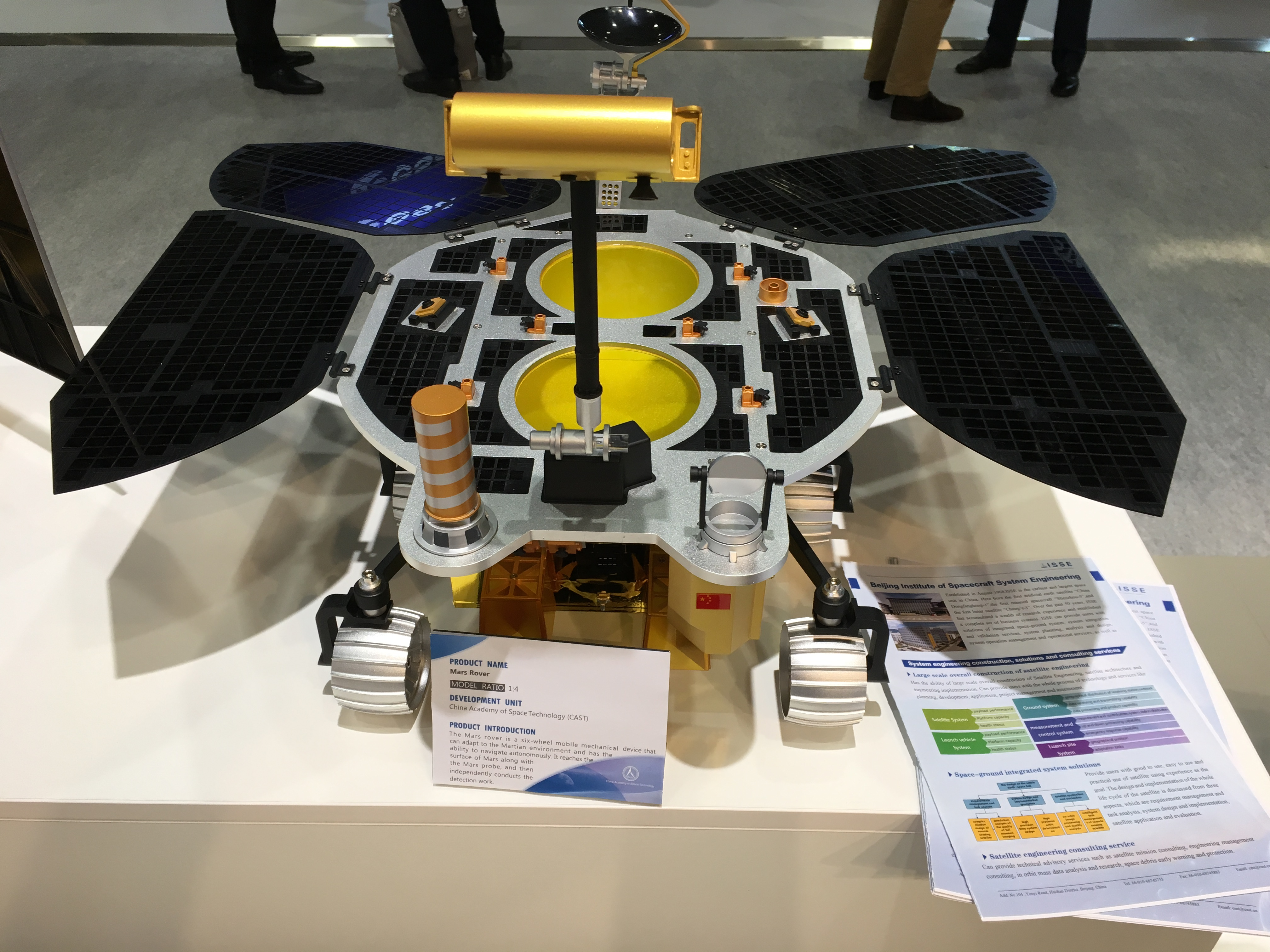
Maquette de Tianwen-1.

L'agence spatiale chinoise a lancé le 23 juillet 2020 la sonde spatiale Tianwen-1 à l'aide de sa fusée lourde Longue Marche 5, arrivée sur place le 10 février 2021. La mission comprend un orbiteur et un astromobile (rover) de 200 kg qui s'est posé sur la surface de la planète Mars le 15 mai 2021. La durée de la mission primaire de l'astromobile est de trois mois.

### SondeMars Hope(2020)
Mars Hope ou Emirates Mars Mission ou Al-Amal (« l'espoir » en arabe) est une sonde spatiale développée par les Émirats arabes unis, qui s'est placée en orbite autour de la planète Mars pour étudier son atmosphère. La sonde spatiale de 1 500 kg emporte trois instruments dont une caméra et deux spectromètres.

## Missions programmées

### AstromobileRosalind Franklin

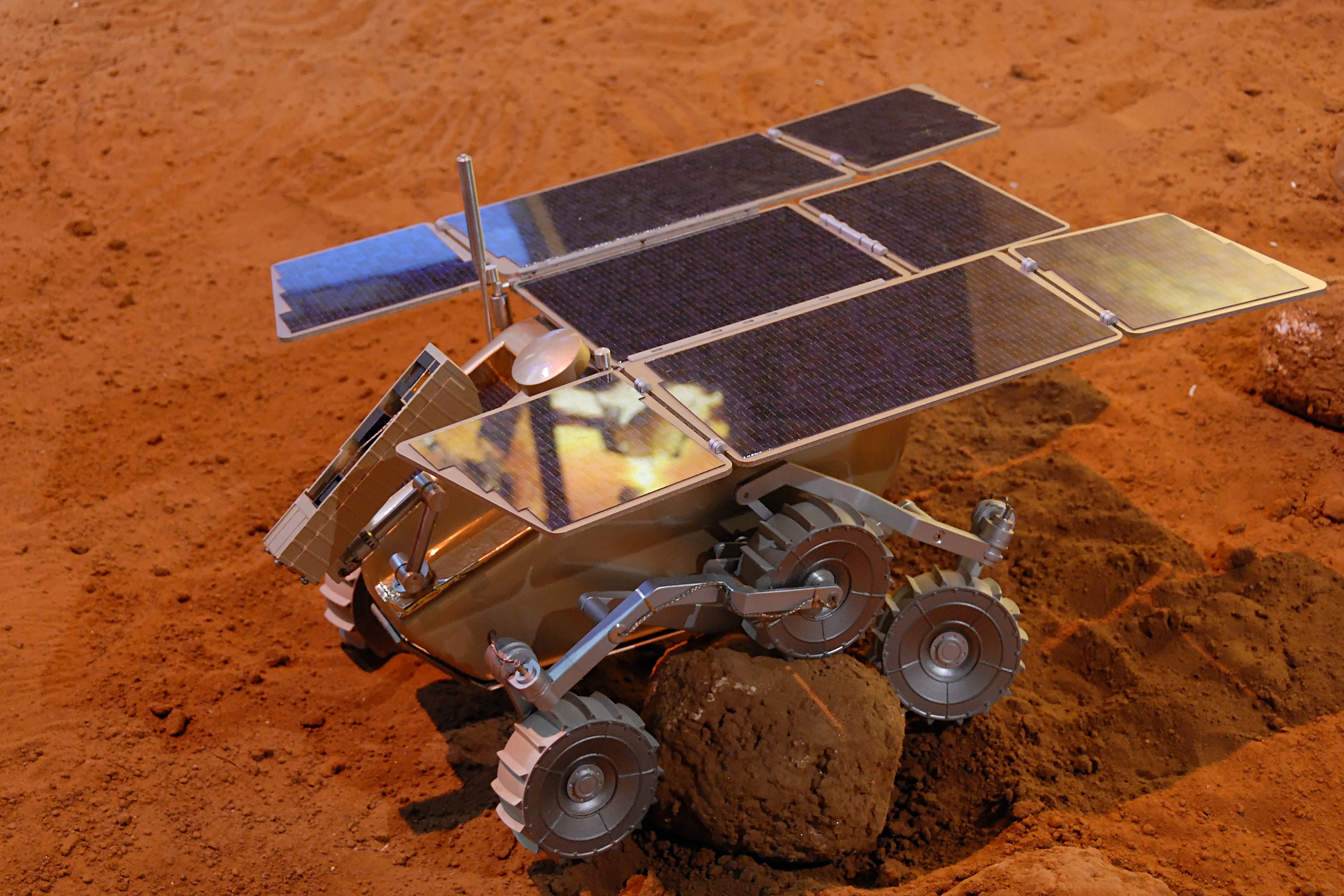
Vue d'artiste de Rosalind Franklin.

Le rover Rosalind Franklin, conçu par l'Agence spatiale européenne avec initialement une participation de la Russie pour le module de descente, et faisant partie du programme ExoMars, doit être lancé en 2028. Il a pour objectifs principaux la recherche de signes de vie passée ou présente, l'étude de la distribution de l'eau dans le sous-sol martien, le référencement des dangers liés à l'environnement martien pour de futures missions habitées et l'étude de la structure interne de Mars. Initialement prévue pour 2018, la mission a du être repoussée à 2020 puis à 2022 jusqu'à la fenêtre de tir suivante afin de poursuivre des tests, liés notamment à l'ouverture des parachutes. Le 17 mars 2022, l'Agence spatiale européenne (ESA) annonce que, dans le cadre des sanctions contre la Russie, elle suspend sa collaboration avec Roscosmos sur ce projet. Son directeur estime que le lancement pourrait avoir lieu au mieux en 2026. En cas de rupture définitive de coopération avec la Russie, le programme est retardé au moins jusqu'en 2028.

### Projets à l'étude
(février 2025).
En 2016, l'importance de Mars dans les programmes des principales agences spatiales ne diminue pas et pour la communauté scientifique la planète présente toujours autant d'attrait. Plusieurs missions sont à l'étude, parfois depuis plusieurs décennies comme la mission de retour d'échantillons martiens, mais aucune d'entre elles ne devrait disposer d'un budget permettant un lancement avant 2020.
| Mission                   | Date lancement | Caractéristiques                | Remarques |
| ------------------------- | -------------- | ------------------------------- | --- |
| Next Mars Orbiter         | -              | Orbiteur                        | Satellite de communication |
| Mars Geyser Hopper        | -              | Atterrisseur                    | Conçu pour pouvoir effectuer après l'atterrissage deux sauts lui permettant de se positionner à faible distance d'un geyser martien source de CO2 |
| MetNet                    |                | Atterrisseur                    | Réseau de stations météorologiques |
| Mars Network mission      |                | Trois petits impacteurs         | Réseau de stations météorologiques |
| Mars Sample Return        | -              | -                               | Mission de retour d'échantillons |
| Mangalyaan 2              | -              | Orbiteur, atterrisseur et rover | |
| Icebreaker Life (en)      | -              | Atterrisseur                    | Structure interne de Mars |
| PADME (en)                | -              | Orbiteur                        | Étude de Phobos et Déimos |
| Martian Moons Exploration | -              | Retour d'échantillons           | Retour d'échantillons de Phobos |
| Phootprint (en)           | -              | Retour d'échantillons           | Retour d'échantillons de Phobos |
| MELOS (en)                | -              | Orbiteur et atterrisseur        | Étude de la géologie et de l'atmosphère |
| Mars-Grunt (en)           | -              | Orbiteur, Atterrisseur          | Mission de retour d'échantillons |
| BOLD (en)                 | -              | 6 atterrisseurs                 | Recherche d'indices biologiques dans le sol martien,                                                                                              |

### Projets abandonnés ou annulés
| Mission                           | Date lancement | Caractéristiques | Remarques                                                                          |
| --------------------------------- | -------------- | ---------------- | ---------------------------------------------------------------------------------- |
| Mars Astrobiology Explorer-Cacher | 2018           | Rover            | Annulé en 2011 à la suite d'un arbitrage budgétaire.                               |
| NetLander                         | 2009           | Atterrisseurs    | Réseau de quatre petites stations géophysiques et météorologiques. Annulé en 2003. |
| Mars Surveyor Lander 2001         | 2001           | Atterrisseur     | Annulé en 2000 à la suite des échecs de Mars Polar Lander et Mars Climate Orbiter. |

## Projets de missions habitées

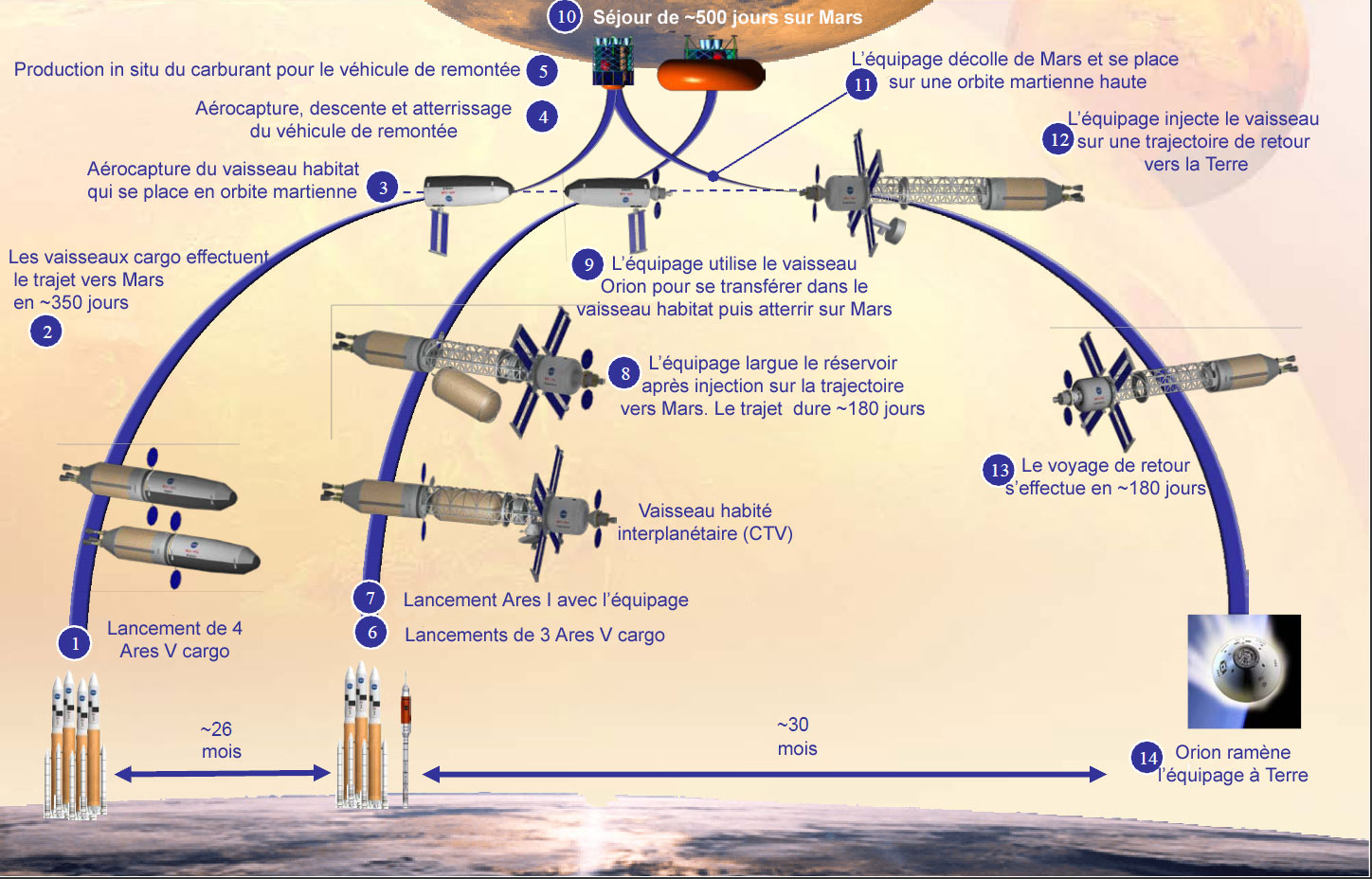
Le scénario de référence de la NASA (2009) pour une mission vers Mars (2009) : scénario de conjonction, sept fusées Ares V et une Ares I, propulsion nucléaire, fabrication de carburant sur place, prépositionnement de vaisseaux.

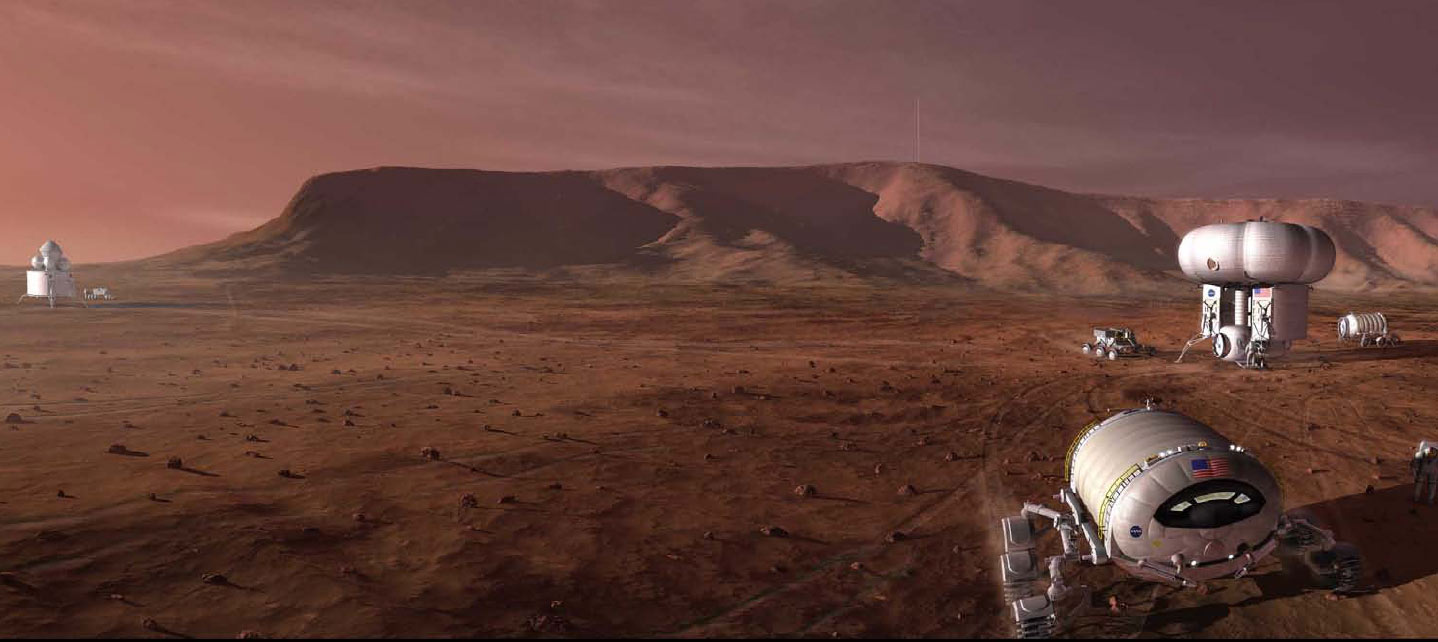
Véhicule pressurisé, habitat et vaisseau de retour (scénario NASA).

Certaines sondes spatiales incluent dans leurs objectifs la préparation d'éventuelles missions habitées vers Mars notamment à travers la mesure de l'environnement radiatif sur le trajet vers Mars et en surface. Mais une mission habitée vers Mars, au-delà de son coût estimé à plusieurs centaines de milliards de dollars, nécessitera un appui politique sans faille et de longue durée et constitue un défi technique et humain sans commune mesure avec le programme Apollo qui avait mobilisé à son époque des moyens sans précédent :
- construction de lanceurs lourds, capables de placer au minimum 100 tonnes en orbite basse ;
- mise au point de techniques d'atterrissage permettant de faire atterrir des masses de plusieurs dizaines de tonnes ;
- système de support-vie de longue durée (de l'ordre de 900 jours) ;
- fiabilité des équipements qui ne peuvent être réparés ou dont la redondance ne peut être systématiquement assurée ;
- gestion des problèmes psychologiques d'un équipage confiné dans un espace restreint dans un contexte particulièrement stressant : en cas d'accident, pas de retour possible avant la date programmée ;
- gestion des problèmes physiologiques découlant de l'absence de gravité sur des périodes prolongées et des radiations (rayonnements d'origine cosmiques et rayonnements liés aux éruptions solaires).

### Histoire
Wernher von Braun est le premier à faire une étude technique détaillée d'une mission vers Mars,. Le projet de Von Braun consistait à envoyer près d'un millier de fusées à trois étages qui mettaient en orbite les éléments de la mission vers Mars ; ceux-ci étaient assemblés depuis une station spatiale en orbite terrestre,. À la suite du succès du programme Apollo, Von Braun se fit l'avocat d'une mission habitée martienne qui devait être l'objectif du programme des missions habitées de la NASA. Dans le scénario proposé, des lanceurs Saturn V étaient utilisés pour mettre en orbite des étages à propulsion nucléaire (NERVA) : ceux-ci étaient utilisés pour propulser deux vaisseaux avec des équipages de six hommes. La mission devait être lancée au début des années 1980. La proposition fut étudiée par le président Richard Nixon et repoussée en faveur de la navette spatiale.
À la suite du succès des sondes martiennes Viking, une série de conférences furent données entre 1981 et 1996 sous le titre the Case for Mars à l'université du Colorado à Boulder. Ces conférences défendaient le principe de l'exploration de Mars par des missions habitées en présentant les concepts et les technologies nécessaires et étaient suivies d'ateliers de travail destinés à détailler le déroulement des missions. L'un des concepts de base était la réutilisation des ressources martiennes pour fabriquer le carburant nécessaire au voyage de retour. L'étude fut publiée dans une série de volumes, publiés par l'American Astronautical Society. Des conférences ultérieures présentèrent un certain nombre de concepts alternatifs dont celui de « Mars Direct » préconisé par Robert Zubrin et David Baker ; les « Footsteps to Mars » proposition de Geoffrey A. Landis, qui proposait de réaliser des missions intermédiaires avant d'atterrir sur Mars, dont celle de poser un équipage sur Phobos et le Great Exploration proposé par le Lawrence Livermore National Laboratory, entre autres.
En 1989, en réponse à une demande du président des États-Unis, la NASA réalise une étude sur les projets d'exploration habitée de la Lune et de Mars qui doit prendre la suite de la Station spatiale internationale. Le rapport qui en résulte, appelé le 90-day study, propose un plan à long terme consistant à compléter la Station spatiale internationale, jugée comme étant une étape incontournable, puis de retourner sur la Lune pour y établir une base permanente et enfin envoyer des hommes sur Mars. Ce rapport est largement critiqué comme trop ambitieux et trop coûteux et tous les fonds destinés à l'exploration habitée au-delà de l'orbite terrestre sont supprimés par le Congrès.
À la fin des années 1990, la NASA définit plusieurs scénarios d'exploration habitée de Mars. L'un des plus remarquables, souvent cité, est le Design reference mission 3.0 (DRM 3.0). L'étude a été réalisée par l'équipe d'exploration de Mars du Centre spatial Lyndon B. Johnson (JSC). Des personnes représentant les différents centres de recherche de la NASA ont défini un scénario de référence d'exploration de Mars par l'homme. Le plan décrit les premières missions sur Mars en développant les concepts utilisés et les technologies mises en œuvre. Cette étude repose sur des études précédentes principalement sur les travaux du Groupe de Synthèse (1991) et de Zubrin (1991) pour l'utilisation de carburants produits à partir de l'atmosphère martienne. L'objectif principal de cette étude était de stimuler la réflexion et la découverte d'approches alternatives pouvant améliorer la faisabilité ainsi que réduire les risques et les coûts.
Le président américain George W. Bush est à l'origine d'un document programme publié le 14 janvier 2004 et intitulé Vision for Space Exploration. Ce document prévoit la mise en place d'un avant-poste sur la Lune vers 2020. Des missions préalables durant la décennie 2010-2020 doivent permettre la mise au point des techniques nécessaires. Le 24 septembre 2007, Michael Griffin, alors administrateur de la NASA, a suggéré qu'une mission habitée vers Mars pourrait être lancée vers 2037. La NASA a également envisagé de lancer des missions vers Mars depuis la Lune. Cette option n'a toutefois pas été retenue car elle nécessiterait l'installation d'un véritable complexe industriel sur la Lune qui serait difficile à exploiter et à entretenir. L'ESA prévoit également la possibilité de missions habitées vers Mars sans fixer de date précise.

## Bilan de l'exploration de Mars
Les données collectées par les missions spatiales ont permis de reconstituer une grande partie l'histoire de Mars, mais de nombreuses questions restent en suspens :
- Mars a connu une période chaude avec une atmosphère dense durant les 500 premiers millions d'années. Il y a 3,9 à 4 milliards d'années, le noyau métallique (fer et nickel) de la planète s'est tellement refroidi que les mouvements de convection au sein du métal liquide ont cessé. Le champ magnétique généré par cette dynamo naturelle a alors disparu. L'atmosphère, qui n'était plus protégée du vent solaire, s'est progressivement échappée dans l'espace en mettant fin à l'effet de serre et en entrainant un refroidissement progressif de la surface. Il y a 3,5 milliards d'années la surface de Mars est devenue le désert glacé actuel ;
- l'eau a coulé à la surface de Mars durant deux périodes distinctes de son histoire. Il y a environ 4,1 milliards d'années des fleuves relativement courts (quelques centaines de kilomètres) et larges (quelques kilomètres) ont laissé des traces sur les parties les plus anciennes de la surface sous forme de vallées ramifiées comme Nanedi Vallis. Certains indices donnent à penser que l'origine des eaux était souterraine. Ces écoulements ont duré entre quelques centaines et quelques milliers d'années. Le deuxième épisode hydrique se situe il y a 3,7 à 3 milliards d'années. D'énormes écoulements (débits allant jusqu'à 1 km3/s soit des milliers de fois le débit du fleuve Amazone) se sont produits sur des périodes très brèves (quelques jours à quelques semaines) en creusant des vallées relativement rectilignes larges de 10 à 100 kilomètres et dont la longueur peut atteindre 2000 kilomètres. Ces vallées de débâcle auraient eu pour origine la fonte de la glace stockée dans le sous-sol provoquée notamment par des éruptions volcaniques ;
- le sous-sol de Mars conserve une épaisse couche de glace d'eau (jusqu'à 450 mètres selon certaines estimations) enfouies plus ou moins profondément : elle débute à 150 mètres de profondeur au niveau de l'équateur et vient affleurer la surface au niveau des pôles ;
- des deltas et donc des lacs associés aux vallées ramifiées ont laissé leurs traces à la surface de Mars ce qui implique que l'eau a pu subsister à l'état liquide sur des périodes plus ou moins longues (la durée d'existence de ces lacs est encore inconnue). Cela fait de ces sites, tels que le cratère Jezero (lieu d'atterrissage de Mars 2020), des endroits propices à la formation de la vie. Des argiles hydratées datant de la période d'apparition des vallées ramifiées (4,1 milliards d'années) et des sulfates hydratés correspondant au deuxième épisode hydrique témoignent de l'action de l'eau à la surface de Mars ;
- aucune trace de vie présente n'a été détectée à la surface. Si elle subsiste c'est à de grandes profondeurs là ou la pression et la température peuvent lui être favorables. La détection par les orbiteurs martiens, notamment ExoMars Trace Gas Orbiter, de traces de méthane très ténues et fluctuantes pourrait en être la manifestation mais beaucoup d'autres explications, basées sur des sources non biologiques, sont envisageables. En ce qui concerne les indices de vie passée, aucune donnée prouvant son existence n'a jusqu'à présent été découverte avec les instruments aux capacités limitées utilisés jusque-là à la surface de Mars.

## Historique des missions robotiques vers Mars

### Synthèse des missions lancées vers Mars
| Type de mission       | Taux de réussite | Nombre de sondes lancées | Succès | Succès partiels | Échec au lancement | Échec durant le transit vers Mars | Échec à l'insertion en orbite ou à l'atterrissage |
| --------------------- | ---------------- | ------------------------ | ------ | --------------- | ------------------ | --------------------------------- | ------------------------------------------------- |
| Survols               | 45 %             | 11                       | 5      |                 | 4                  | 2                                 |                                                   |
| Orbiteurs             | 54 %             | 24                       | 11     | 2               | 5                  | 3                                 | 3                                                 |
| Atterrisseurs         | 30 %             | 10                       | 3      |                 |                    | 3                                 | 4                                                 |
| Rovers                | 90 %             | 5                        | 4      | 1               |                    |                                   | 1                                                 |
| Retour d'échantillons | 0 %              | 1                        |        |                 |                    | 1 (Phobos)                        |                                                   |
| Total                 | 49 %             | 51                       | 22     | 3               | 9                  | 9                                 | 8                                                 |